# Federico II di Svevia
Federico Ruggero di Hohenstaufen (Jesi, 26 dicembre 1194 – Fiorentino di Puglia, 13 dicembre 1250) è stato re di Sicilia (come Federico I, dal 1198 al 1250), duca di Svevia (come Federico VII, dal 1212 al 1216), Imperatore dei Romani (come Federico II, eletto nel 1211, incoronato dapprima ad Aquisgrana nel 1215 e, successivamente, a Roma dal papa nel 1220) e re di Gerusalemme (dal 1225 per matrimonio, autoincoronatosi nella stessa Gerusalemme nel 1229).
Federico discendeva, dal lato paterno, dalla nobile famiglia degli Hohenstaufen e, dal lato materno, dalla nobile famiglia siculo-normanna degli Altavilla, conquistatori di Sicilia e fondatori del Regno di Sicilia. 
Passato alla storia con l'appellativo stupor mundi ("meraviglia o stupore del mondo"), Federico II era dotato di una personalità poliedrica e affascinante che, fin dalla sua epoca, ha polarizzato l'attenzione degli storici e del popolo, producendo anche una lunga serie di miti e leggende popolari, nel bene e nel male. Nonostante ciò è ricordato per aver accolto alla sua corte grandi artisti e poeti del suo tempo, rendendo il suo regno un centro di grande cultura. Il suo mito finì per confondersi con quello del nonno paterno, Federico Barbarossa. Il carisma di Federico II è stato tale che all'indomani della sua morte, avvenuta a Fiorentino di Puglia (Torremaggiore), il figlio Manfredi, futuro re di Sicilia, in una lettera indirizzata al fratello Corrado IV citava tali parole: «Il sole del mondo si è addormentato, lui che brillava sui popoli, il sole dei giusti, l'asilo della pace».
Il suo regno fu principalmente caratterizzato da una forte attività legislativa moralizzatrice e di innovazione artistica e culturale, volta a unificare le terre e i popoli, ma fortemente contrastata dalla Chiesa, di cui il sovrano mise in discussione il potere temporale. Ebbe infatti ben due scomuniche dal papa Gregorio IX, che arrivò a vedere in lui l'anticristo. Federico fu un apprezzabile letterato, convinto protettore di artisti e studiosi: la sua corte nel Regno di Sicilia fu luogo di incontro fra le culture greca, latina, germanica, araba ed ebraica. Uomo straordinariamente colto ed energico, stabilì in Sicilia e nell'Italia meridionale una struttura politica molto somigliante a un moderno regno, governato centralmente e con un'amministrazione efficiente.
Federico II parlava sei lingue (latino, siciliano, tedesco, francese, greco e forse arabo) e giocò un ruolo importante nel promuovere le lettere attraverso la poesia della Scuola siciliana. La sua corte reale imperiale a Palermo dal 1220 circa sino alla sua morte, vide uno dei primi utilizzi letterari di una lingua romanza (dopo l'esperienza provenzale), il siciliano. La poesia che veniva prodotta dalla Scuola siciliana ha avuto una notevole influenza sulla letteratura e su quella che sarebbe diventata la moderna lingua italiana. La scuola e la sua poesia furono salutate con entusiasmo da Dante e dai suoi contemporanei, e anticiparono di almeno un secolo l'uso dell'idioma toscano come lingua d'élite letteraria d'Italia.

## Biografia

### La nascita

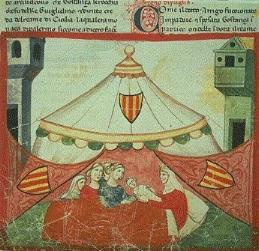
Nascita di Federico II a Jesi, in una tenda, secondo una «fantasiosa tradizione» dovuta a Ricordano Malispini.

Federico nacque il 26 dicembre del 1194 da Enrico VI (a sua volta figlio di Federico Barbarossa) e da Costanza d'Altavilla, figlia di Ruggero II di Sicilia e zia di Guglielmo II, a Jesi, nella Marca anconitana, mentre l'imperatrice stava raggiungendo a Palermo il marito, incoronato appena il giorno prima, giorno di Natale, re di Sicilia. Data l'età per l'epoca considerata avanzata (aveva 40 anni), nella popolazione vi era un diffuso scetticismo circa la gravidanza di Costanza, perciò fu allestito un baldacchino al centro della piazza di Jesi, dove l'imperatrice partorì pubblicamente, al fine di fugare ogni dubbio sulla nascita dell'erede al trono.
Costanza, che prima del battesimo del figlio lo avrebbe chiamato inizialmente con il nome matronimico di Costantino, portò il neonato a Foligno, città dove Federico visse i suoi primissimi anni, affidato alla duchessa di Urslingen, quasi certamente della famiglia del gran cancelliere Gualtiero di Palearia e moglie del duca di Spoleto Corrado, uomo di fiducia dell'imperatore. Poi partì immediatamente alla volta della Sicilia per riprendere possesso del regno di famiglia, poco prima riconquistato dal marito. Qualche tempo più tardi, durante la cerimonia battesimale svoltasi nella cattedrale di San Rufino in Assisi, in presenza del padre Enrico, il nome del futuro sovrano venne meglio precisato e definito in quello, "in auspicium cumulande probitatis", di Federico Ruggero; "Federico" per indicarlo come futura guida dei principi germanici quale nipote di Federico Barbarossa, "Ruggero" per sottolinearne la legittima pretesa alla corona del regno di Sicilia quale nipote anche di Ruggero II di Sicilia. Quella fu la seconda e ultima occasione in cui Enrico VI vide il figlio.
Federico nasceva già erede o pretendente di molte corone. Quella imperiale non era ereditaria ma elettiva, pertanto Federico era per nascita un valido candidato al titolo di imperatore del Sacro Romano Impero, che comprendeva le corone di Germania, d'Italia e di Borgogna. Questi titoli assicuravano diritti e prestigio, ma non davano un potere effettivo, mancando in quegli stati una solida compagine istituzionale controllata dal sovrano: in pratica tali corone davano potere solo se si era forti, altrimenti sarebbe stato impossibile far valere l'autorità e i diritti del re sui feudatari e sui comuni italiani. Inoltre per via materna Federico aveva ereditato la corona di Sicilia, una monarchia ereditaria dove invece esisteva un apparato amministrativo ben strutturato a garantire che la volontà del sovrano venisse applicata, secondo la tradizione di un governo centralistico. L'unione della corona imperiale e di quella di Sicilia non era tuttavia vista di buon occhio né dai Normanni di Sicilia, né tantomeno dal papato che, con i territori che a vario titolo componevano lo Stato della Chiesa, governava su una grossa porzione dell'Italia centrale, la quale si sarebbe trovata proprio in mezzo a questo nuovo grande regno, e ciò avrebbe potuto far sentire il pontefice accerchiato.

### Infanzia ed educazione in Sicilia
Il 28 settembre 1197 Enrico VI morì e Costanza affidò il figlio di tre anni a Pietro da Celano, conte della Marsica.
La regina Costanza morì però il 27 novembre 1198 e gli trasmise la corona di Sicilia quando Federico aveva tre anni, dopo averlo posto sotto la tutela del nuovo papa, Innocenzo III, e avere costituito a favore del papa un appannaggio di 30 000 talenti d'oro per l'educazione di Federico.
Gualtiero di Palearia, vescovo di Troia e gran cancelliere del regno, fu in quegli anni, a Palermo, il vero tutore di Federico. Il giovane sovrano risiedeva nel Palazzo dei Normanni e nel castello di Maredolce, il Castello della Favara, seguito direttamente da Gentile di Manoppello, fratello di Gualtiero. Suo primo insegnante fu un certo Guglielmo Francesco, che ne rispondeva al vescovo di Capua Rainaldo, il quale, a sua volta, informava costantemente il papa dei progressi scolastici, della crescita e della salute di Federico.
Nell'ottobre 1199 Marcovaldo di Annweiler, per volere di Filippo di Svevia, zio paterno di Federico, si impadronì della Sicilia per averne la reggenza e prese su di sé anche la custodia del giovane, sottraendola a Gualtiero di Palearia e, quindi, al tutoraggio di Innocenzo III, in aperto contrasto con il papa e con il suo paladino in Sicilia, Gualtieri III di Brienne; ciononostante, Marcovaldo non privò Federico della tutela dei suoi maestri.
Il papa accusò Gualtiero di Palearia di tradimento quando suo fratello Gentile di Manoppello consegnò Federico, assieme alla città di Palermo, a Marcovaldo. Nel momento in cui, nel 1201, gli uomini di Marcovaldo di Annweiler, presa Palermo e scoperto il nascondiglio del re-bambino mercé il tradimento delle guardie di palazzo, stavano per prenderlo "balzò contro il suo ghermitore e cercò come poté di arrestare il braccio di colui che osava levare la mano sul corpo sacro dell'Unto del Signore". Fallito il tentativo di difesa, si strappò i vestiti e si graffiò la faccia in segno di protesta: aveva solo 7 anni!
Nel 1202, Gualtiero di Palearia guidò una spedizione, unitamente al conte Diopoldo di Acerra, contro il pretendente al trono Gualtieri di Brienne, il quale, a sua volta, dopo la morte di Marcovaldo, consegnò Federico a Guglielmo di Capparone, successore alla reggenza di Marcovaldo.
Diopoldo liberò Federico da Capparone nel 1206 e lo riconsegnò alla custodia di Gualtiero di Palearia.
Guglielmo Francesco, Gentile di Manoppello e un imam musulmano, rimasto sconosciuto alla storia, furono i precettori di Federico sino al 1201, quando Guglielmo Francesco fu costretto ad abbandonare la Sicilia; tornò a essere il maestro di Federico dal 1206 al 1209, anno dell'emancipazione del giovane.
Nel periodo tra il 1202 e il 1206, in cui fu sotto la custodia di Guglielmo, Federico II visse probabilmente nel Palazzo reale: è probabile che il giovane re abbia ricevuto nel palazzo dei suoi avi una buona educazione e un'istruzione adatta al suo rango. La tesi secondo la quale Federico II si sarebbe aggirato per i vicoli e i mercati di Palermo, che gli avrebbero offerto molteplici stimoli in una sorta di autoformazione, è incerta e dibattuta.
Inoltre non è attendibile la notizia del Breve Chronicon de rebus Siculis, secondo la quale il giovane re avrebbe in questo periodo addirittura sofferto la fame ed avrebbe vagato per le strade di Palermo ricevendo il sostentamento dai sudditi.
Tuttavia il maggior biografo di Federico II, Ernst Kantorowicz, sostiene che l'ambiente multiculturale di Palermo gli abbia fornito una scuola a cielo aperto e dice che diverse famiglie palermitane lo sfamarono.

### Al governo del regno di Sicilia

#### Il matrimonio con Costanza d'Aragona
Nel 1208 il vescovo siciliano di Mazara si recò a Saragozza in rappresentanza di Innocenzo III e Federico: fu così siglato il contratto nuziale tra quest'ultimo e Costanza d'Aragona, venticinquenne, vedova del re d'Ungheria Emerico e sorella del re Pietro II d'Aragona; l'unione tra le due famiglie era già stata auspicata da Costanza d'Altavilla.
Federico era ancora minorenne: secondo il diritto feudale siciliano, avrebbe raggiunto la maggiore età al compimento dei quattordici anni. Il 26 dicembre 1208 si concluse quindi la reggenza dei cancellieri del regno e il giovane uscì dalla tutela papale, assumendo il potere del Regno di Sicilia nelle sue mani.
In accordo con il contratto nuziale, Costanza portò al futuro marito una dote di 500 cavalieri pesanti perfettamente armati: un dono inestimabile per Federico, che doveva fronteggiare sia le rivolte saracene nell'entroterra siciliano, sia le contese tra i grandi baroni e feudatari nei suoi domini sul continente. Il 15 agosto 1209 fu celebrato il matrimonio a Messina.
Subito dopo le nozze e prima ancora di poter essere impiegata, tuttavia, questa preziosa milizia fu decimata da una epidemia, che risparmiò gli sposi, ritiratisi nel frattempo in una residenza di campagna.
Della situazione, ancora una volta, avrebbero voluto approfittare i baroni del Regno, con a capo un conte calabrese, ma questa nuova congiura fu sventata da Federico che catturò il traditore e recuperò a sé molti beni che nel periodo della sua infanzia quelli gli avevano sottratto.
Nel 1211, nacque il primo, e unico, figlio della coppia, Enrico, futuro re dei Romani.

#### La situazione tedesca
In Germania, nel frattempo, dopo la morte di Enrico VI nessuno era più riuscito a farsi incoronare imperatore. Due erano i rivali che puntavano al titolo imperiale vacante: il primo era appunto Filippo di Svevia, fratello minore di Enrico VI, che fu eletto re dai principi tedeschi nel 1198 e incoronato a Magonza; il secondo era Ottone IV di Brunswick, figlio minore del duca di Baviera e Sassonia Enrico il Leone, che fu eletto anch'egli re da alcuni principi tedeschi che si opponevano all'elezione dello Staufer e venne incoronato ad Aquisgrana. Ottone poteva contare sull'appoggio del re d'Inghilterra Giovanni I, che era suo zio, e di Innocenzo III, che voleva evitare di vedere uno svevo imperatore per scongiurare una rivendicazione di quest'ultimo del regno di Sicilia; Filippo, a sua volta, poteva contare sull'appoggio del re di Francia Filippo II Augusto. La situazione si risolse solo nel 1208, quando Filippo di Svevia fu assassinato per motivi personali e Ottone ebbe campo libero. Egli fece numerose concessioni al papato: in particolare la corona doveva rinunciare all'ingerenza nelle elezioni dei prelati e accettare senza limiti il diritto di appello del pontefice negli affari ecclesiastici; inoltre si sarebbe posto fine ad abusi quali l'appropriazione delle rendite delle diocesi vacanti. Il 4 ottobre del 1209, a Roma, Innocenzo III incoronò imperatore Ottone IV. Nonostante le numerose promesse di Ottone IV, lo stesso imperatore, richiamandosi all'antiquum ius imperii, rivendicava il dominio sull'Italia intera; così egli sostò per circa un anno nell'Italia centrale, cosa che preoccupò non poco Innocenzo III che proprio in quei territori stava cercando di estendere lo Stato della Chiesa. Riccardo di San Germano ci dice:
(Riccardo da San Germano, Chronicon, a.D. 1210, pp. 53-54)
Salimbene de Adam aggiunge:
(Salimbene de Adam, Chronicon, a.D. 1209-1210, pp. 86-87.)
Dopo la scomunica papale e a causa dell'ostilità di Filippo Augusto di Francia, che incoraggiò la resistenza in Germania, la nobiltà, che aveva inizialmente appoggiato Filippo di Svevia e ora vedeva Ottone IV combattere proprio contro un Hohenstaufen, si ribellò all'imperatore, che fu costretto a tornare in Germania. I feudatari ribelli cercarono allora l'aiuto di Federico, proponendolo come candidato da contrapporre a Ottone IV.

### La corona imperiale a diciotto anni

#### Verso la Germania e la scalata al potere
Nel frattempo, in Sicilia, dove Federico era appena divenuto padre del suo primogenito Enrico, che neonato venne incoronato re di Sicilia come coreggente, si organizzò subito una rapida spedizione oltralpe. Partito a marzo del 1212 da Palermo, lasciando la moglie Costanza come reggente del regno, Federico giunse a Roma la domenica di Pasqua, dove prestò giuramento vassallatico al papa. In questa occasione, Federico assicurò inoltre al pontefice la sua intenzione di non unire il regno di Sicilia al resto dell'Impero, cosa da sempre temuta dal potere pontificio. Durante il soggiorno di pochi giorni nell'Urbe il giovane re conobbe l'arcivescovo Berardo di Castagna che divenne, con il tempo, uno dei suoi più fidati consiglieri, rimanendogli vicino fino alla morte anche durante i periodi delle scomuniche abbattutesi su Federico, e zio di Manna da Castanea, donna con la quale Federico intrattenne una relazione fra il 1224 e il 1225, dalla quale nacque Riccardo, futuro vicario imperiale.
Lasciata Roma Federico giunse per nave a Genova, dove fu ben accolto, specialmente dalla potente famiglia Doria. Si apriva a quel punto il tratto più pericoloso del viaggio attraverso l'Italia settentrionale, dove città che parteggiavano per Federico (come Pavia e Cremona) si mischiavano a quelle che sostenevano Ottone (come Milano, Lodi e Piacenza). Singolare coincidenza è il fatto che, mentre Federico attraversava il Nord Italia, lo stesso territorio veniva percorso nel frattempo anche dalla famosa Crociata dei fanciulli.
Federico, dopo essere stato accolto trionfalmente a Pavia, nel suo itinerario, attraversando il territorio pavese, scortato prima dagli armati di Pavia e poi dai cremonesi, al momento di passare nel territorio di Cremona scampò fortunosamente alla cattura da parte dei milanesi e piacentini guadando il fiume Lambro. Passò quindi per Mantova e Verona e, risalendo poi la valle dell'Adige, giunse a Trento. Poiché il signore di Merano, che presidiava il Brennero, simpatizzava per Ottone, Federico e il suo seguito furono costretti a passare per l'Engadina superiore, giungendo alla città di Coira, appartenente al ducato di Svevia e prima città tedesca a rendergli omaggio. Il vescovo di Coira, Arnoldo, lo scortò fino a San Gallo, dove 300 cavalieri si unirono al seguito dell'Hohenstaufen.
Ottone, dal nord della Germania, fece sapere che si stava approssimando al lago di Costanza, accompagnato da un esercito, accampandosi a Überlingen in attesa di un trasporto. Federico intanto era accampato fuori le mura della città di Costanza, il cui vescovo dichiarava che avrebbe aperto solamente al legittimo imperatore. Il giovane Federico non poteva ancora permettersi uno scontro con Ottone, vista la disparità di risorse militari disponibili; quindi, se non fosse riuscito a ripararsi in città, avrebbe dovuto fuggire. La situazione si sbloccò grazie al vescovo di Coira e all'abate di San Gallo, che dichiararono il proprio sostegno a Federico, oltre che a Berardo di Castagna, il quale in veste di legato papale lesse l'atto di scomunica e di destituzione di Ottone IV firmato dal papa Innocenzo III. Nel settembre del 1212 Federico entrò quindi trionfalmente nell'importante città, anticipando l'arrivo del suo avversario di poche ore.
Ottone provò allora ad assediare Haguenau, ma fu scacciato dal signore di Lotaringia, rifugiandosi nella fedele città di Colonia.
Federico indisse una prima piccola dieta a Basilea, dove si recò anche il vescovo di Strasburgo accompagnato da cinquecento cavalieri, a cui presero parte e gli resero omaggio molti esponenti dell'antica nobiltà sveva, tra i quali i conti di Absburgo e Kiburgo. Qua emanò per Ottocaro I la bolla d'oro di Sicilia, in cui gli concesse di elevare la Boemia a regno, rendendo la corona ereditaria.
A ottobre indisse a Haguenau, castello prediletto di Federico Barbarossa, la sua prima dieta da re dei Romani. In questa occasione Federico si vide riconoscere la propria autorità di re dei Romani dal primo principe secolare tedesco, il duca di Lorena suo cugino, e da Ottocaro re di Boemia, che fu ricompensato con alcuni feudi imperiali e un diploma regio che riconosceva lui e i suoi eredi come legittimi re di Boemia. Il sovrano boemo non era più soggetto alla nomina da parte del re dei Romani e gli veniva richiesto solo di partecipare alle diete che si tenevano vicino al confine boemo; in più avrebbe fornito ai sovrani tedeschi una guardia di trecento cavalieri quando essi avrebbero dovuto recarsi a Roma per l'incoronazione. Questo atto fece del re di Boemia uno dei principi più importanti del regno dei Romani. Altro successo di Federico a Haguenau fu l'essersi guadagnato la fedeltà di Corrado III di Scharfenberg, vescovo di Spira e cancelliere dell'Impero sia con Filippo di Svevia sia sotto Ottone, che ricompensò nominandolo vescovo di Metz.
A novembre dello stesso anno Federico stipulò quindi gli accordi con il futuro re di Francia Luigi VIII per combattere il rivale.

#### Le incoronazioni a Magonza e ad Aquisgrana

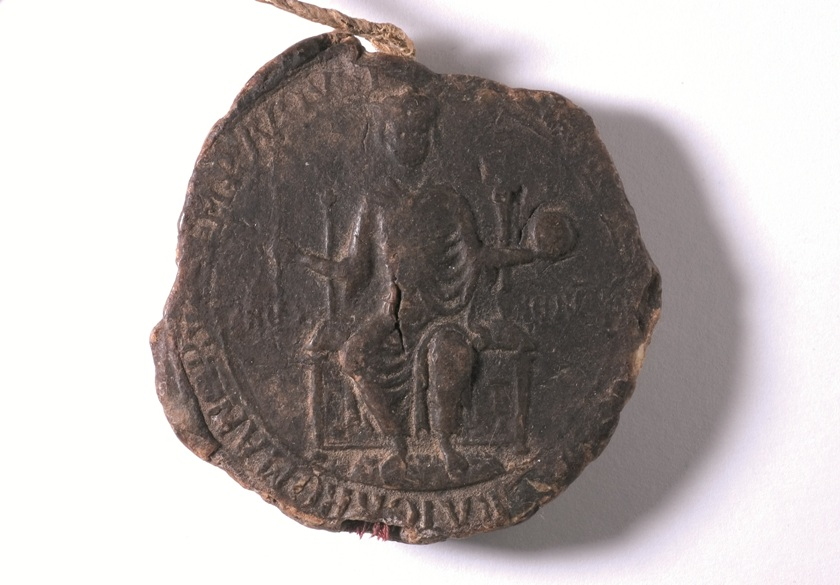
Sigillo in cera 85 mm della pergamena 13 febbraio 1240. Intorno al campo la legenda recita: [FRIDERICUS D(e) I GR(ati) A IMPE]RATOR ROMANOR(um)[SE]MP(er) AUGUST[US]. Al centro del campo affiancano il trono i due termini: REX IH(e) R(usa) L(e) M. Cagli, Archivio Storico Comunale.

Finalmente il 9 dicembre 1212 Federico veniva incoronato imperatore nel duomo di Magonza dall'arcivescovo Sigfrido III di Eppstein, ma la sua effettiva sovranità doveva ancora essere sancita. Il 12 luglio 1213, con la cosiddetta Bolla Aurea (o "promessa di Eger"), Federico promise di mantenere la separazione fra Impero e regno di Sicilia (preteso dominio del Pontefice), come pattuito a Roma l'anno precedente, e di rinunciare ai diritti germanici in Italia (promessa già fatta da Ottone IV e mai mantenuta). Si impegnò inoltre a intraprendere presto una crociata in Terrasanta, nonostante non ci fosse stata un'esplicita richiesta in tal senso da parte del papa.
L'anno successivo, Federico emise una nuova Bolla d'oro riguardante le cessioni territoriali al re Valdemaro II di Danimarca.
Federico II poté essere riconosciuto unico pretendente alla corona imperiale solo dopo il 27 luglio 1214 quando, nella battaglia di Bouvines, Filippo Augusto re di Francia, alleato di Federico, sbaragliò Ottone IV, alleato degli inglesi. In Germania resistevano al dominio di Federico soltanto Colonia, la città più ricca e popolosa della Germania del tempo, i cui mercanti vantavano particolari diritti commerciali e di traffico con l'Inghilterra di Enrico II Plantageneto sin dal 1157, e Aquisgrana, dove erano conservate le spoglie di Carlo Magno. Aquisgrana cadde nel 1215 e Federico vi ricevette una seconda e splendida incoronazione (25 luglio 1215) che completò quella di Magonza. L'11 novembre 1215 venne aperto da Innocenzo III il IV Concilio Lateranense (XII universale), a cui anche Federico partecipò.

#### L'incoronazione ad imperatore a Roma
Finché fu in vita il suo protettore Innocenzo III, Federico evitò di condurre una politica personale troppo pronunziata. Morto Innocenzo III e salito al soglio Onorio III (18 luglio 1216), un papa di carattere molto diverso rispetto al suo predecessore, Federico fu incalzato dal nuovo pontefice a dare corso alla promessa di indire la crociata. Tergiversò a lungo e nel 1220 fece nominare dalla Dieta di Francoforte, tenutasi nel medesimo anno, il figlio Enrico re dei Romani. Onorio III ritenne allora che l'unico modo per impegnare Federico fosse quello di nominarlo imperatore, cosicché il 22 novembre 1220 Federico fu incoronato imperatore in San Pietro a Roma dallo stesso papa Onorio III.
Il Patto con i principi della chiesa, o Confoederatio cum principibus ecclesiasticis, del 26 aprile 1220 consiste in una serie di concessioni ad alcuni principi vescovi tedeschi da parte di Federico II, in cambio della loro collaborazione all'elezione del figlio Enrico come re dei Romani. È una delle più importanti fonti legislative del Sacro Romano Impero nel territorio tedesco.

Con questo patto Federico II rinunciava a un certo numero di privilegi reali in favore dei principi vescovi. Fu un vero stravolgimento nell'equilibrio del potere, un nuovo disegno che doveva portare a maggiori vantaggi nel controllo di un vasto territorio qual era la Germania.

Fra i tanti diritti ottenuti, i vescovi assunsero quello di battere moneta, elevare o abbassare le tasse e costruire fortificazioni; inoltre ottennero anche la possibilità di istituire tribunali nei territori di loro giurisdizione e di ricevere l'appoggio del re o dell'imperatore nel far rispettare i giudizi da loro emanati. La condanna di un tribunale ecclesiastico equivaleva automaticamente a una condanna da parte del tribunale reale o imperiale (e alla pena conseguente). Inoltre, l'emanazione di una scomunica si traduceva automaticamente in una sentenza da parte del tribunale del re o dell'imperatore, che sanciva per lo scomunicato lo status di reo. Il legame, quindi, fra il tribunale di Stato e quello locale del Principe Vescovo si saldò indissolubilmente.

Il "Patto con i principi della chiesa" si ricollega direttamente al più tardo Statutum in favorem principum che sancì simili diritti per i principi laici. Il potere dei signori si accresceva, ma aumentava anche la capacità di controllo sul territorio dell'Impero e sulle città. In questo modo, Federico II sacrificò l'accentramento del potere per assicurarsi una maggiore tranquillità nella parte centrale dell'Impero stesso, in modo da poter rivolgere la sua attenzione al fronte meridionale e mediterraneo.
Federico non diede peraltro alcun segnale di voler abdicare al regno di Sicilia, pur mantenendo la ferma intenzione di tenere separate le due corone. Aveva anzi deciso di lasciare il regno dei Romani al figlio, conservando tuttavia, quale imperatore, la suprema autorità di controllo. Essendo stato educato in Sicilia, è probabile che si sentisse più siciliano che tedesco, ma, soprattutto, egli conosceva bene le potenzialità del suo regno, che rappresentava la fonte del suo potere, ereditario e che nessuno poteva mettere in discussione; con una fiorente agricoltura, città grandi e buoni porti, oltre alla straordinaria posizione strategica al centro del Mediterraneo.
Alla fine degli anni dieci del Duecento risale inoltre probabilmente l'incontro, nel castello di Haguenau, con Adelaide di Urslingen, che divenne la sua prima amante e madre dei suoi due figli Enzo, uno dei figli prediletti di Federico insieme con Manfredi, e Caterina.

### L'attività nel regno di Sicilia

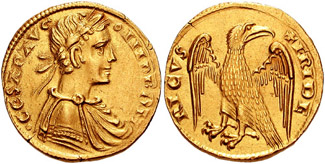
Augustale di Federico II, 1231 circa, Museo di Foggia

Tornato nel 1220 in Sicilia, che aveva lasciato otto anni prima, Federico poté dedicarsi a consolidare le istituzioni nel Regno, indicendo due grandi assise a Capua e a Messina (1220-1221). In quelle occasioni stabilì, rivendicando quanto accaduto in passato, che ogni diritto regio confiscato precedentemente a vario titolo dai feudatari venisse immediatamente reintegrato al sovrano. Introdusse inoltre il diritto romano, nell'accezione giustinianea rielaborata dall'Università di Bologna su impulso di suo nonno il Barbarossa. Nel 1222 morì la moglie Costanza.
Da Siracusa fondò l'Università di Napoli nel 1224, dalla quale sarebbe uscito il ceto di funzionari in grado di servirlo, senza che i sudditi a lui fedeli dovessero recarsi fino a Bologna per studiare. Favorì anche l'antica e gloriosa scuola medica salernitana.
In ambito militare il sovrano si premurò di istituire alcune camere reali (fabbriche e depositi di armi) nelle principali piazzeforti del reame: ad Ariano, Canosa, Lucera, Melfi, Messina e nella stessa Palermo. Il tentativo di Federico di accentrare l'amministrazione del Regno e ridurre il potere dei feudatari locali incontrò comunque molte resistenze nella parte continentale del regno; tra queste principalmente quella del conte di Bojano, Tommaso da Celano, il quale, però, alla fine dovette arrendersi all'esercito di re Federico.

#### I saraceni del regno
Dopo la morte di Enrico VI nel 1197 e quella di sua moglie Costanza d'Altavilla l'anno successivo, in Sicilia si verificarono tumulti politici. Priva della protezione reale e con Federico II ancora fanciullo sotto la custodia del papa, la Sicilia era al tempo diventata un campo di battaglia per le forze rivali tedesche e papali. I ribelli musulmani dell'isola si schierarono con i signori della guerra tedeschi, come Marcovaldo di Annweiler. In risposta Innocenzo III proclamò una crociata contro Marcovaldo, sostenendo che aveva stretto una diabolica alleanza con i Saraceni di Sicilia. Nondimeno, nel 1206 lo stesso papa tentò di convincere i leader musulmani a rimanere leali. A quell'epoca stava assumendo proporzioni critiche la ribellione dei musulmani, che controllavano Jato, Entella, Platani, Celso (presso Pizzo Cangialoso, Monti Sicani), Calatrasi, Corleone (presa nel 1208), Guastanella e Cinisi. In altre parole, la rivolta musulmana si era estesa a un intero tratto della Sicilia occidentale. I ribelli erano guidati da Muḥammad b. ʿAbbād; che si proclamò "comandante dei credenti", coniò sue monete e tentò di ottenere aiuto da altre parti del mondo musulmano.
Nel 1221 Federico II, non più bambino, rispose con una serie di campagne contro i ribelli musulmani e le forze degli Hohenstaufen sradicarono i difensori da Jato, Entella e dalle altre fortezze. Piuttosto che sterminarli, nel 1223, Federico II e i cristiani cominciarono le prime deportazioni. Il sovrano si convinse a reinsediarli nell'Italia continentale, portando così alla nascita del particolarissimo insediamento musulmano di Lucera, i cui abitanti musulmani si rivelarono con il tempo fedelissimi al sovrano. Un anno più tardi furono inviate spedizioni per porre sotto il controllo reale Malta e Gerba ed evitare che le loro popolazioni musulmane aiutassero i ribelli. Paradossalmente, in quest'epoca gli arcieri saraceni erano una componente comune di questi eserciti "cristiani" e la presenza di contingenti musulmani nell'esercito imperiale rimase una realtà anche sotto Manfredi e Corradino.

#### Le Assise

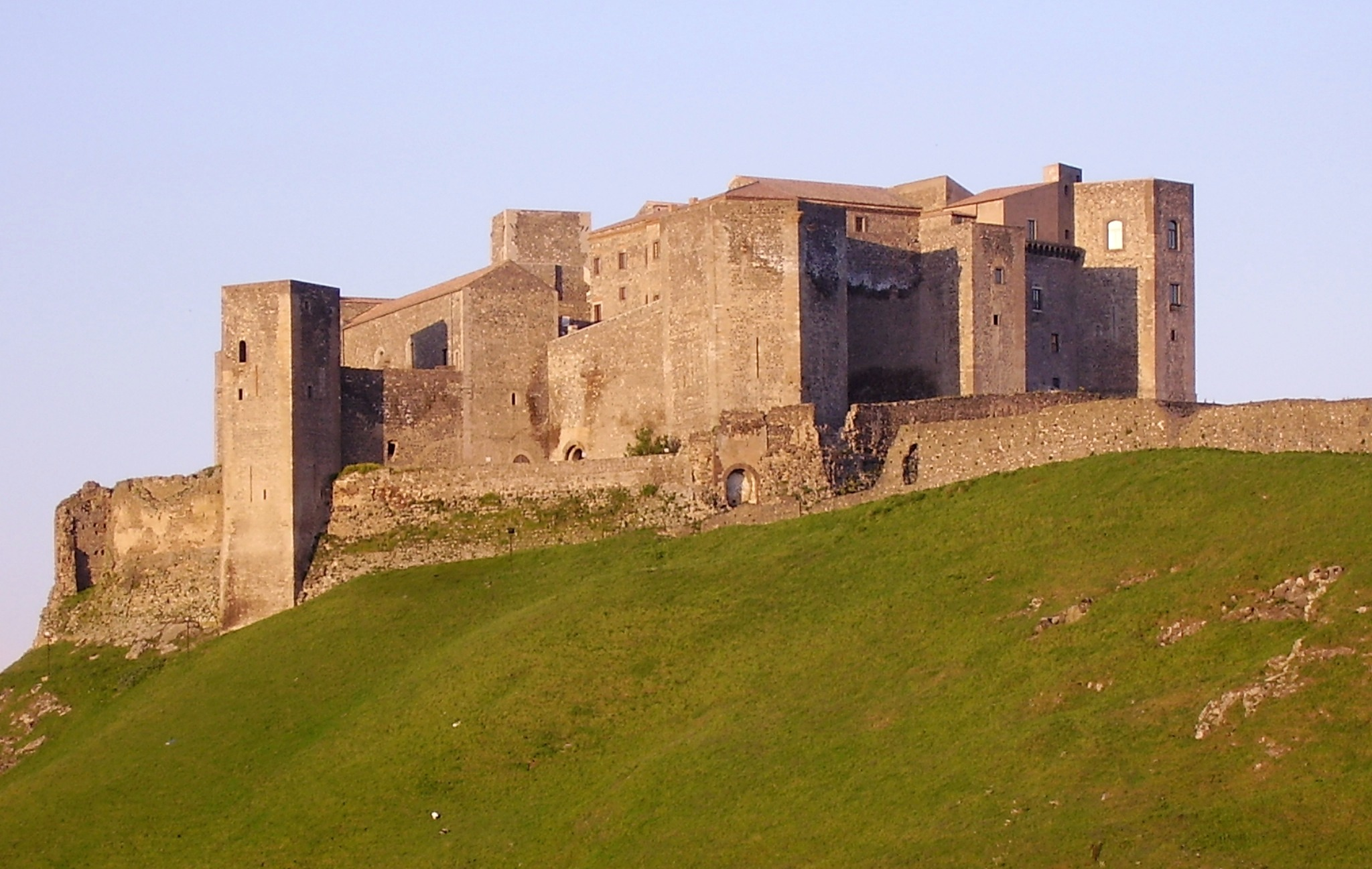
Il castello di Melfi, dove Federico II promulgò le costituzioni

Federico proseguì nell'usanza normanna di convocare delle assemblee itineranti di nobili e feudatari, denominate Assisae o Curiae generales, la più importante delle quali era stata nel 1140 l'assise di Ariano. Nel 1220 la prima si svolse a Capua, dove incominciò a riordinare la normativa del Regno. Nell'assise di Messina dell'anno successivo, emanò il primo corpo di norme a difesa della morale, dell'ordine e dei "buoni costumi".

### La crociata e la scomunica da parte di Gregorio IX
Negli anni in cui Federico si dedicò a riordinare il regno di Sicilia, eluse le continue richieste del papa Onorio III di intraprendere la crociata promessa. Per dilazionare ulteriormente il suo impegno, Federico stipulò con il papa un trattato (Dieta di San Germano, nel luglio 1225), con il quale si impegnava a organizzare la crociata entro l'estate del 1227, pena la scomunica. In realtà il vero obiettivo di Federico era l'unione fra regno di Sicilia e Impero, nonché l'estensione del potere imperiale all'Italia. In questo disegno rientrò il suo tentativo di recuperare all'impero la marca di Ancona e il ducato di Spoleto, rientranti nella sovranità papale. Inoltre in Sicilia procedette all'occupazione di cinque vescovadi con sede vacante, alla confisca dei beni ecclesiali e alla cacciata dei legati pontifici che si erano colà recati per la nomina dei vescovi, pretendendo di provvedere direttamente alle nomine. Il papa era molto adirato con Federico, sia perché non aveva adempiuto ai patti di tenere separati Impero e regno di Sicilia, sia perché non rispettava la libertà del clero nei suoi territori, intromettendosi sistematicamente nell'elezione dei vescovi, sia, infine, perché non si decideva a partire per la crociata: durante la fallimentare crociata del 1217-1221 (la quinta), Federico si era ben guardato dal prestare assistenza ai crociati, avendo più a cuore la pace con il sultano ayyubide d'Egitto al-Malik al-Kamil, i cui territori erano molto vicini alla Sicilia e con il quale manteneva buoni rapporti, con frequenti contatti diplomatici.

#### I preparativi, la malattia e la scomunica
In preparazione della spedizione, nel marzo 1223 l'imperatore, che nel 1222 era rimasto vedovo della prima moglie Costanza, incontrò a Ferentino il papa, con il quale sottoscrisse un trattato che stabiliva il suo matrimonio con la giovanissima Jolanda di Brienne, figlia di Giovanni di Brienne e Maria di Monferrato e titolare della corona di Gerusalemme. Secondo questo accordo, Jolanda gli avrebbe appunto portato in dote il titolo di re di Gerusalemme, un titolo meramente onorifico ma molto prestigioso per Federico, che il papa intendeva in tal modo vincolare all'impegno della crociata.
Nell'agosto 1225 Federico inviò a Gerusalemme venti galee per accompagnare in Italia la tredicenne Jolanda con il padre. Le galee attraccarono al porto di Brindisi in ottobre e già il 9 novembre 1225 nella cattedrale il vescovo brindisino unì in matrimonio Federico e Jolanda. Le cronache del tempo indugiano sulla descrizione degli esotici festeggiamenti, avvenuti nel castello di Oria, che seguirono alla cerimonia, nello specifico sul particolare che, la prima notte di nozze, l'imperatore avrebbe trascurato la giovanissima e impreparata sposa per sollazzarsi con un harem di bellezze orientali e sulla sdegnata reazione del suocero Giovanni di Brienne, da un lato offeso dal comportamento del genero e dall'altro esautorato prima del previsto dell'autorità regia.
L'unione con Federico II era soprattutto un accordo diplomatico, anche perché nello stesso anno, forse proprio al suo matrimonio con Jolanda, Federico aveva conosciuto Bianca Lancia, suo grande amore, che divenne sua amante prima e sua moglie dopo. Federico, quindi, contraendo il matrimonio con Jolanda, divenne subito reggente di Gerusalemme; alla morte di costei, conservò la reggenza per la minorità del figlio Corrado (1228); poi si autoproclamò re (1229) contro la volontà del papa. Jolanda morì appena sedicenne, dieci giorni dopo aver dato alla luce Corrado.
Nel frattempo, a causa delle mire di controllo sull'Italia da parte di Federico, era risorta nel nord Italia la Lega Lombarda: nell'aprile 1226 Federico convocò la Dieta di Cremona con il pretesto di preparare la crociata ed estirpare le dilaganti eresie, ma questa non poté avere luogo per l'opposizione della Lega Lombarda, che impedì l'accesso ai delegati, mentre Federico non aveva al nord forze sufficienti per contrastare i Comuni ribelli.
Il 9 settembre 1227, pressato dal successore di Onorio, il papa Gregorio IX, molto più determinato contro l'imperatore e sotto la minaccia di scomunica, Federico tentò di onorare la promessa fatta al predecessore, partendo per la sesta crociata dal porto di Brindisi, ma una pestilenza scoppiata durante il viaggio in mare che falcidiò i crociati lo costrinse a rientrare a Otranto: lui stesso si ammalò e dovette ritirarsi a Pozzuoli per rimettersi in sesto. Gregorio IX interpretò questo comportamento come un pretesto e, conformemente al trattato di San Germano del 1225, lo scomunicò il 29 dello stesso mese nella cattedrale di Anagni. Fatto mai accaduto prima e dopo, il Papa e i cardinali non solo scomunicarono l'imperatore, ma lo maledissero, spezzando sulle proprie ginocchia i ceri benedetti che erano presenti nel luogo sacro.
A nulla valse una lettera di giustificazioni inviata al papa da Federico nel novembre e la scomunica fu confermata il 23 marzo 1228. Era evidente l'atteggiamento ostile del papa.

#### La crociata e la corona di Gerusalemme

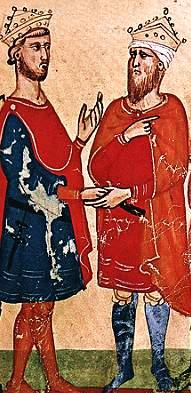
Federico incontra il sultano ayyubide al-Malik al-Kamil, in un celebre codice miniato

A questo punto, nella primavera 1228, Federico decise di partire per la Terrasanta, pur sapendo che durante la sua assenza il papa avrebbe cercato di riunire tutti i suoi oppositori in Germania e in Sicilia, minacciando la Lombardia e il regno di Sicilia. Come riferito dal cronista Riccardo di San Germano, Federico celebrò a Barletta la Pasqua 1228 "in omni gaudio et exultatione" e ai primi di maggio del 1228, convocata sempre a Barletta un'assemblea pubblica, comunicò di persona le sue decisioni: nominò Rainaldo di Urslingen, già Duca di Spoleto, suo sostituto in Italia durante l'assenza; in caso di sua morte, nominò erede suo figlio Enrico re dei Romani e, in seconda istanza, il piccolo Corrado, nato pochi giorni prima ad Andria il 25 aprile da Jolanda di Brienne, che nel frattempo era morta in seguito al parto.
Quindi, seppur scomunicato, partì da Brindisi il 28 giugno 1228 per la sesta crociata. Federico ottenne un successo di un certo rilievo senza combattere una sola battaglia, bensì grazie alla pace di Giaffa stilata con il sultano ayyubide al-Malik al-Kamil, nipote di Saladino: Gerusalemme venne ceduta, peraltro ridotta senza mura e indifendibile, con l'esclusione dell'area della moschea di Umar (ritenuta dai cristiani il Tempio di Salomone), che era un luogo santo musulmano. Questa soluzione aveva evitato i combattimenti e aveva sollevato Federico dall'incombenza della crociata, ma consegnava alla cristianità una vittoria effimera e in balia dei musulmani, anche se, formalmente, con importanti risultati territoriali e, soprattutto, con la riconquista di Gerusalemme.
Il 18 marzo 1229, nella basilica del Santo Sepolcro, Federico si incoronò re di Gerusalemme (in quanto erede del trono per aver sposato nel 1225 Jolanda di Brienne, regina di Gerusalemme, nonostante l'opposizione del clero locale e di quasi tutti i feudatari). Il 1º maggio 1229 Federico si imbarcò ad Acri e sbarcò a Brindisi il 10 giugno e scoprì che molte città si erano ribellate al suo potere, tornando dalla parte del papato, tranne Andria (da allora definita "fidelis"), Lucera (insediamento saraceno) e Barletta, dove passò l'estate a organizzare la riconquista delle città ribelli (Foggia, San Severo, Troia, Casalnuovo, Civitate, Capua, Napoli, Alife, Gaeta, Montecassino, San Germano, Aquino, Sora), che riconquistò sconfiggendo a Capua il suocero Giovanni di Brienne che guidava le truppe papali, e punì nel mese di settembre.
Il suo rientro fu anche l'occasione per coniare oro e argento nella zecca di Napoli, nonché per introdurre la coniazione del tornese nel Regno.

#### La crociata del papa contro Federico
Durante l'assenza di Federico, Rainaldo tentò di recuperare con le armi il ducato di Spoleto, mentre truppe germaniche scesero in difesa della Sicilia. Il papa assoldò altre truppe per contrastarle, bandendo una paradossale crociata contro di lui, e i territori di Federico subirono l'invasione delle medesime. Quando Federico ritornò in Italia dopo la “crociata”, trovò molte città che appoggiavano il papa; riuscì ad avere ragione delle forze papali, ma ritenne opportuno, per quel momento, riconciliarsi con il pontefice e con la pace di San Germano del 23 luglio 1230 promise di rinunciare alle violazioni che avevano determinato la scomunica, di restituire i beni sottratti ai monasteri e alle chiese e di riconoscere il vassallaggio della Sicilia al papa. D'altro canto il papa non poteva non tener conto dell'obiettivo ottenuto da Federico in Terra Santa e il 28 agosto successivo ritirò la scomunica: il 1º settembre papa e imperatore si incontrarono ad Anagni, arrivando a un accordo.
Nella diatriba fra papa e imperatore intanto si erano inserite le città della Lega Lombarda ed era ripresa la secolare divisione fra guelfi e ghibellini.

### Il consolidamento del potere

#### La politica interna

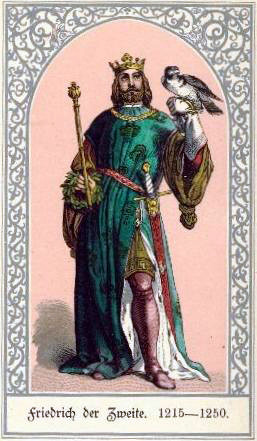
L'imperatore Federico II

Nel periodo di pace e distensione che seguì gli eventi precedenti, Federico volle sistemare alcune questioni giuridiche nei suoi regni, con particolare riguardo a quello siciliano. Nel 1231 Federico convocò una Dieta a Ravenna, nella quale fece riaffermare l'autorità imperiale sui Comuni, ma ciò ebbe poca influenza sugli eventi successivi. Sempre dal 1231 Federico cominciò inoltre a emettere una nuova valuta per il suo regno, l'Augustale, una moneta d'oro coniata dalle zecche di Messina e di Brindisi.
Giunto a Melfi nel 1231 l'imperatore, accolto calorosamente dalla popolazione locale, pernottò nel castello costruito dai suoi ascendenti normanni, cui apportò in seguito alcuni importanti restauri. Federico II, al termine dell'assise svoltasi in giugno, con l'ausilio di Pier della Vigna emanò nel settembre 1231 il Liber Augustalis (note anche come Costituzioni di Melfi), tra cui le Constitutiones Regni Siciliarum, codice legislativo e giudiziario del regno di Sicilia. Queste norme miravano anche a limitare i poteri e i privilegi delle famiglie nobiliari e dei prelati, accentrando il potere nelle mani dell'imperatore e a rendere partecipi anche le donne per quanto riguardava la successione dei feudi. Ne doveva nascere uno Stato centralizzato, burocratico e tendenzialmente livellatore, con caratteristiche che gli storici hanno reputato "moderne".
Sempre nelle Costituzioni di Melfi venne definita la suddivisione del regno in Giustizierati che designavano ogni distretto amministrativo in cui era suddiviso il regno, governato dal giustiziere, funzionario di nomina imperiale che rappresentava l'autorità regia a livello provinciale. Un'attività di revisione e integrazione delle norme avvenne poi nella assise di Siracusa del 1233, e l'anno successivo a Lentini e Messina.

#### Contro il figlio Enrico e in difesa del papa
Il rinnovato accordo fra il papa e Federico venne utile a quest'ultimo allorché nel 1234 suo figlio Enrico si ribellò al padre: rivoltosi al papa, Federico ottenne la scomunica del figlio, lo fece arrestare e lo tenne prigioniero fino alla morte, avvenuta nel 1242. Alla corona tedesca venne allora associato l'altro figlio Corrado IV (che non riuscì neppure lui a governare in pace per l'opposizione dei nobili che gli contrapposero bellicosamente alcuni anti-re).
Nel 1234 l'imperatore Federico consegnò a Raimondo VII di Tolosa il diploma imperiale che lo confermava, a dispetto della chiesa che l'aveva privato dei suoi diritti - in seguito al trattato di Parigi del 1229 a conclusione della Crociata albigese-, di tutte le sue proprietà nell'ambito dell'impero, come viene riportato nel documento n° CLXXVI. Raimondo, come anche il suo rivale, il conte di Provenza Raimondo Berengario IV, partecipò nel 1235 alla dieta di Haguenau, dove rafforzò la sua alleanza con l'imperatore. In chiave antiprovenzale (Raimondo Berengario IV, che prima era alleato di Federico II, nella lotta tra il papa e l'imperatore, si era schierato a favore della chiesa, del papa e del re di Francia, Luigi IX, il Santo, che da circa un anno era divenuto genero di Raimondo Berengario, sposandone la figlia Margherita). Raimondo VII, si presentava quindi come il capo del partito anticlericale contro Raimondo Berengario, che invece era schierato a favore della chiesa e del re di Francia.
Nel maggio dello stesso anno alcuni violenti tumulti, organizzati in Roma dal senatore (cioè governatore) di Roma Luca Savelli e da varie famiglie ghibelline ostili a Gregorio IX, costrinsero quest'ultimo a fuggire in Umbria. Federico, cui faceva molto comodo politicamente apparire come il difensore della Chiesa, accorse in armi e si unì a Montefiascone, nell'agosto del 1234, alle milizie pontificie guidate dal cardinale Raniero Capocci.
L'armata così costituita andò ad assediare, alla fine di agosto dello stesso 1234, l'esercito romano del Savelli, che si era asserragliato nella rocca di Respampani, una decina di chilometri a sud di Viterbo. Dopo una ventina di giorni, peraltro, l'imperatore abbandonò l'assedio, lasciando il comando al cardinale viterbese che, nonostante alcune difficoltà, riuscì a infliggere ai romani una dura sconfitta, costringendoli a sottoscrivere, nel marzo 1235, pesanti accordi di pace con il pontefice. L'ambiguo comportamento in questa vicenda di Federico II, che forse perseguiva un preciso disegno politico ostile al papa, aumentò ulteriormente le già esistenti distanze tra l'imperatore, da una parte, e Gregorio IX con il suo fedelissimo cardinale, dall'altra: da quel momento non si contarono più i momenti di attrito tra le due parti, che culminarono con una pesante scomunica, scagliata dal papa contro Federico II in occasione della domenica delle Palme del 1239. Il Capocci stesso divenne da quel momento un suo mortale nemico.
Sempre nel 1235 Federico emise la cosiddetta Bolla d'oro di Rimini con cui riconobbe all'Ordine teutonico la sovranità sulla Terra di Chełmno (Culmland, Culmerland o in tedesco Kulmerland), una regione della Polonia centrale a est del fiume Vistola, e su tutte le terre che i membri dell'Ordine fossero riusciti a conquistare ai Prussiani. Centrale nel documento, oltre al riconoscimento per l'Ordine teutonico di tutti i diritti di sovranità sui territori in questione (tra cui quello di emanare leggi e coniare moneta), è anche l'assegnazione all'Ordine del compito di conquista di una terra ancora pagana, in vista della sua evangelizzazione. Nel 1235 inoltre l'imperatore emanò la pace di Magonza, in cui si limitò fortemente il diritto alla faida.

#### La battaglia di Cortenuova
Federico in effetti non era mai venuto meno ai suoi propositi di sottomettere l'Italia all'impero germanico, favorendo l'instaurarsi di signorie ghibelline a lui amiche (la più potente fu quella dei Da Romano che governava su Padova, Vicenza, Verona e Treviso). Il 27 novembre 1237 Federico colse una notevole vittoria sulla Lega Lombarda a Cortenuova, conquistando il Carroccio, che inviò a Roma per umiliare il papa.
Dopo questa sconfitta la Lega Lombarda si sciolse; Lodi, Novara, Vercelli, Chieri e Savona si sottomisero al potere imperiale, mentre Amedeo IV di Savoia e Bonifacio II del Monferrato riconfermarono la loro adesione alla causa ghibellina: Federico II era all'apice della sua potenza in Italia. Milano, che, erroneamente, non fu assediata da Federico II (la città era ora molto debole dal punto di vista militare), si offrì di firmare una pace, ma le eccessive pretese dell'imperatore spinsero i milanesi a una nuova resistenza. Fu così che l'imperatore non sfruttò il grande successo di Cortenuova: infatti non riuscì più a entrare nella città lombarda e anche l'assedio di Brescia fu tolto nel 1238.

### Di nuovo in lotta con il papato

#### La questione sarda e la nuova scomunica
L'anno successivo il figlio Enzo (o Enzio) sposò Adelasia di Torres, vedova di Ubaldo Visconti, giudice di Torres e Gallura, e Federico lo nominò Re di Sardegna. Ciò non poteva essere accettato dal papa, visto che la Sardegna era stata promessa in successione al papa dalla stessa Adelasia (che regnava comunque solo sulla parte nord dell'isola). Alle rimostranze del pontefice, Federico rispose nel marzo 1239 tentando di sollevargli contro la curia, ma il papa scagliò subito contro di lui la scomunica durante la Settimana santa, indicendo successivamente un concilio a Roma per la Pasqua del 1241. Federico, per impedire lo svolgimento del Concilio che avrebbe confermato solennemente la sua scomunica, bloccò le vie di terra per Roma e fece catturare due cardinali e molti prelati, in viaggio per mare con navi della flotta genovese, da navi della flotta pisana guidate dal figlio Enzo, con una battaglia navale avvenuta presso l'isola del Giglio (3 maggio 1241). Le truppe imperiali giunsero alle porte di Roma, ma il 22 agosto 1241 l'anziano papa Gregorio IX morì e Federico, dichiarando diplomaticamente che lui combatteva il papa ma non la Chiesa (egli era sempre sotto scomunica), si ritirò in Sicilia.

#### Il nuovo papa
Dopo la morte di Gregorio IX venne eletto papa Goffredo Castiglioni, che prese il nome di Celestino IV, ma che morì dopo soli diciassette giorni di pontificato. I molti ecclesiastici ancora prigionieri di Federico e l'incombente minaccia delle sue truppe alle porte di Roma provocarono una vacanza del soglio pontificio di un anno e mezzo, periodo durante il quale si svolsero frenetiche trattative. Infine l'elezione papale si tenne ad Anagni e fu eletto, il 25 giugno 1243, il genovese Sinibaldo Fieschi, che prese il nome pontificale di Innocenzo IV. Innocenzo tentò inizialmente di trovare un accordo con Federico, ma la rivolta scoppiata in quei mesi contro l'imperatore a Viterbo, preparata e portata avanti dal cardinale Capocci e che si concluse con una clamorosa sconfitta dell'esercito imperiale, costrinse Federico a trovare, suo malgrado, un'intesa con il papa. Il 31 marzo 1244 fu stilata in Laterano una bozza di accordo fra Federico e Innocenzo IV che prevedeva, in cambio del ritiro della scomunica, la restituzione di tutte le terre pontificie occupate dall'imperatore. L'accordo peraltro non fu mai ratificato. Tra il 1243 e il 1246 Federico II trascorse le stagioni invernali a Grosseto, approfittando del clima mite e delle aree umide attorno alla città per praticare la caccia, suo passatempo preferito.
In quegli stessi decenni circolarono in Italia diverse opere di impronta apocalittica, che attribuivano a Federico un ruolo di protagonista nella riforma della Chiesa. In particolare, il commento al profeta Geremia Super Hieremiam (attribuito pseudoepigraficamente a Gioacchino da Fiore, ma prodotto forse entro ambigui ambienti cistercensi o florensi e rielaborato e aggiornato entro ambienti, egualmente poco affidabili, di francescani rigoristi) riconosceva a Federico II un ruolo incredibilmente e paradossalmente provvidenziale, proprio in quanto atteso persecutore apocalittico della Chiesa corrotta e in special modo dei vescovi.

#### Il declino

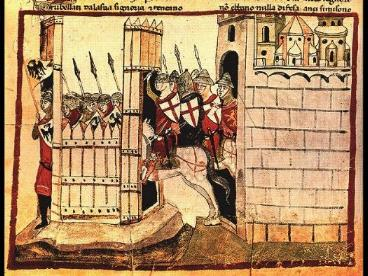
La disfatta di Vittoria, presso Parma (1248)

Il papa Innocenzo IV decise di indire un Concilio per confermare la scomunica a Federico e far nominare un altro imperatore, rivolgendosi ai suoi nemici, che in Germania erano numerosi. Giunto a Lione, svolse un'intensa attività diplomatica presso i nobili tedeschi e indisse un Concilio, che si aprì il 28 giugno 1245. Inoltre, durante il concilio, il cardinale Raniero Capocci, acerrimo nemico dell'imperatore, che voleva allontanare ogni possibilità di accordo, fece circolare nella città francese due libelli da lui ispirati nei quali Federico veniva dipinto come un eretico e un anticristo. Da notare che Lione, sebbene formalmente in Borgogna, quindi di proprietà dell'imperatore, era fuori dal tiro di Federico ed era sotto la protezione del re di Francia.
Il concilio non solo confermò la scomunica a Federico, ma addirittura lo depose, sciogliendo sudditi e vassalli dall'obbligo di fedeltà, e invitò i principi tedeschi a eleggere un nuovo sovrano, bandendo contro Federico una nuova crociata. Non tutta la Cristianità però accettò quanto deliberato nel concilio, che si era tenuto in condizioni non troppo chiare. Il papa aveva finto fino all'ultimo di voler patteggiare con Federico e molti si domandarono se fosse giusto un provvedimento così grave contro l'imperatore in un momento in cui nuove minacce si affacciavano all'orizzonte (l'offensiva mongola).

#### La disfatta di Parma
L'imperatore subì il gravissimo colpo, che ne appannò il prestigio, e dal 1245 gli eventi incominciarono a precipitare. I principi tedeschi elessero re dei Romani il langravio di Turingia Enrico Raspe, che il 5 agosto 1246 sconfisse nella battaglia sul Nidda il figlio di Federico, Corrado. Tuttavia, l'anno successivo Enrico Raspe morì.
Nel febbraio del 1248 Federico subì una grave sconfitta nella battaglia di Parma per opera di Gregorio da Montelongo. Dopo un assedio durato oltre sei mesi, i parmigiani, approfittando dell'assenza dell'imperatore che era andato a caccia nella valle del Taro, uscirono dalla città e attaccarono le truppe imperiali, distruggendo la città-accampamento di Vittoria. L'imperatore riuscì a stento a rifugiarsi a Borgo San Donnino, da dove raggiunse poi la fedele alleata Cremona. L'anno seguente, nella battaglia di Fossalta, perse la vita il figlio Riccardo e un altro figlio, Enzo, fu catturato dai bolognesi che lo tennero prigioniero fino alla morte (1272). Poco dopo Federico subì (o credette di subire) il tradimento di uno dei suoi più fidati consiglieri, Pier della Vigna, che fece prima accecare e poi mettere in prigione, ove il malcapitato si suicidò.
La vittoria militare del figlio Corrado sul successore di Raspe, Guglielmo II d'Olanda, avvenuta nel 1250, non portò alcun vantaggio per Federico, il quale nel dicembre dello stesso anno morì a causa di un attacco di dissenteria. Nel suo testamento nominava suo successore il figlio Corrado, ma il papa non solo non riconobbe il testamento, ma scomunicò pure Corrado (che morì quattro anni dopo di malaria nel vano tentativo di ricuperare a sé il regno di Sicilia).

### La morte in Fiorentino di Puglia
Federico cadde vittima di una grave patologia addominale, forse dovuta a malattie trascurate, durante un soggiorno in Fiorentino di Puglia; secondo Guido Bonatti, invece, sarebbe stato avvelenato. Egli, difatti, qualche tempo prima aveva scoperto un complotto, in cui era coinvolto lo stesso medico di corte. Le sue condizioni apparvero immediatamente di tale gravità che si rinunciò a portarlo nel più fornito Palatium di Lucera e la corte dovette riparare nella domus di Fiorentino, un borgo fortificato nell'agro dell'odierna Torremaggiore, non lontano dalla sede imperiale di Foggia e il 13 dicembre 1250 morì.
Leggenda vuole che a Federico fosse stata predetta dall'astrologo di corte, Michele Scoto, la morte sub flore, ragione per la quale pare egli abbia sempre evitato di recarsi a Firenze. Allorché fu informato del nome del borgo in cui infermo era stato condotto per le cure necessarie, Castel Fiorentino per l'appunto, Federico comprese e accettò la prossimità della fine.

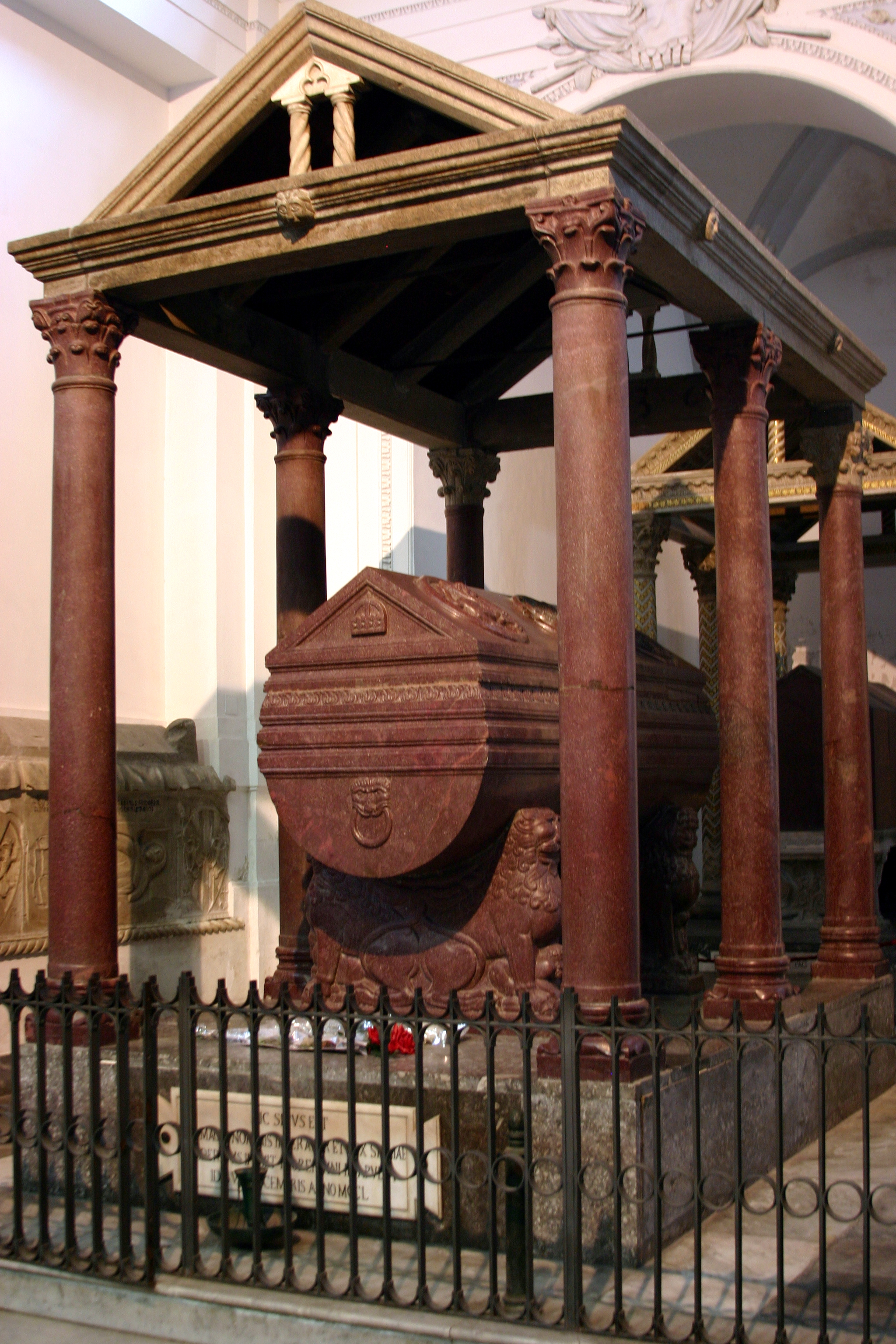
Il sarcofago di Federico II nella cattedrale di Palermo

Stando al racconto del cronista inglese Matthew Paris († 1259) – non confermato però da altre fonti – l'imperatore, sentendosi in punto di morte, volle indossare l'abito cistercense e dettare così le sue ultime volontà nelle poche ore di lucidità. Il testamento, dettato alla presenza dei massimi rappresentanti dell'Impero, reca la data del 7 dicembre 1250, secondo alcune fonti. Tuttavia, da recenti ultimi studi, sarebbero almeno due i testamenti. La sua fine fu rapida e sorprese i contemporanei, tanto che alcuni cronisti anti-imperiali diedero adito alla voce, storicamente infondata, secondo cui l'imperatore era stato ucciso da Manfredi, il figlio illegittimo che in effetti gli successe in Sicilia. Una nota miniatura raffigura persino il principe mentre soffoca con il cuscino il padre morente.
La salma di Federico fu sommariamente imbalsamata; i funerali si svolsero a Foggia e, per sua espressa volontà, il cuore venne deposto in un'urna collocata nella cattedrale della città pugliese. La sua salma, omaggiata dalla presenza di moltitudini di sudditi, venne esposta per qualche giorno; fu poi trasportato a Palermo, per essere tumulato nella cattedrale, entro il sepolcro di porfido rosso antico, come voleva la tradizione normanno-sveva, accanto alla madre Costanza, al padre Enrico VI e al nonno Ruggero II.
Nel 1998 il sepolcro è stato riaperto. Federico giace sul fondo, sotto altre due spoglie (quelle di Pietro II di Sicilia e di una donna dell'età di quasi 30 anni, forse la moglie di quest'ultimo e nipote di Federico). La tomba era stata già ispezionata nel tardo XVIII secolo: il corpo, nel Settecento, era mummificato e in buone condizioni di conservazione; ne risulta che l'imperatore sia stato inumato con il globo dorato, la spada, calzari di seta, una dalmatica ricamata con iscrizioni cufiche e una corona a cuffia.
La tomba imperiale custodita nella cattedrale era destinata in origine al nonno Ruggero II, che l'aveva voluta come suo sarcofago per il duomo di Cefalù. I sarcofagi e le sepolture reali furono trasferite da Cefalù a Palermo dallo stesso Federico. Il sepolcro inoltre reca i simboli dei quattro evangelisti e la corona regia.

## L'eredità

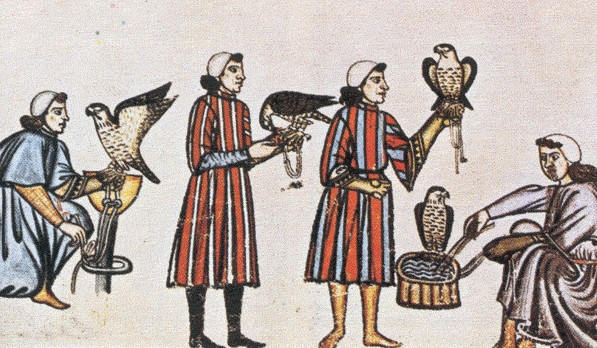
Pagina del trattato De arte venandi cum avibus

Federico fu chiamato dai suoi contemporanei "Puer Apuliae" (fanciullo della Puglia) da intendersi come tutto il vasto territorio del Regno di Sicilia. In una nota alla sua morte, il monaco Matteo Paris lo chioserà come Stupor Mundi (Stupore del Mondo); per quanto non sia scontato che il monaco Paris ne desse necessariamente una accezione positiva,  l'appellativo troverà grande fortuna tra i posteri racchiudendo l'essenza della sua inestinguibile curiosità intellettuale, un eclettismo che lo portò ad approfondire la filosofia, l'astrologia (consigliere molto ascoltato fu l'astrologo Guido Bonatti), la matematica (ebbe corrispondenza e fu in amicizia con il matematico pisano Leonardo Fibonacci, che gli dedicò il suo Liber quadratorum), l'algebra, la medicina e le scienze naturali (impiantò a Palermo persino uno zoo, famoso ai suoi tempi, per il numero di animali esotici che conteneva). Scrisse anche un libro, un manuale sulla falconeria, il De arte venandi cum avibus che fu uno dei primi manoscritti con disegni in tema naturalistico. Con l'Editto di Salerno regolamentò, inoltre, per la prima volta, la professione del farmacista (1241), separando di fatto la professione del medico da quella del farmacista. Si dice che Federico conoscesse ben nove lingue e che fosse un governante molto moderno per i suoi tempi, visto che favorì la scienza e professò punti di vista piuttosto avanzati in economia.
Alla sua corte soggiornarono uomini di gran cultura di quei tempi quali il poeta errante Tannhäuser, Michele Scoto, che tradusse alcune opere di Aristotele, l'ebreo francese Jacob Anatoli, traduttore di testi scientifici arabi che diffuse la conoscenza in Europa di testi di tradizione araba (in particolare le opere di Averroè), nonché del pensiero di Mosè Maimonide, l'arabo cristiano Teodoro da Antiochia e Juda ben Salomon Cohen, grande enciclopedista ebreo.
Da una corrispondenza fra Federico e il filosofo islamico Ibn Sab'in nacque il testo Questioni siciliane (Al-masāʾil al-Ṣiqilliyya), redatto dal filosofo per rispondere a cinque quesiti che gli erano stati posti da Federico.

### Corte e amministrazione di Federico II
Federico, nel regnare, era consigliato e coadiuvato da alcune delle figure più importanti dell'epoca come, ad esempio, i figli Enzo (che resse il governo della Sardegna) e Federico (che divenne Vicario generale imperiale in Toscana e podestà di Firenze), oltre che Galvano Lancia, Taddeo da Sessa, Elia da Cortona, Giovanni da Procida o i già citati Berardo di Castagna, Corrado III di Scharfenberg e Pier della Vigna. Altro importante diplomatico di Federico fu Ermanno di Salza, Gran Maestro dell'Ordine teutonico dal 1209, la cui importanza come mediatore tra il papa Gregorio IX e l'imperatore si vede dal fatto che il buon rapporto stabilitosi tra i due crollò alla scomparsa di Ermanno.

### L'attività legislativa
Federico condusse un'intensa attività legislativa: a Capua e a Catania nel 1220, a Messina nel 1221, a Melfi nel 1224, a Siracusa nel 1227 e a San Germano (Cassino) nel 1229, ma soltanto ad agosto del 1231, nel corso di una fastosa cerimonia tenutasi a Melfi, ne promulgò la raccolta organica e armonizzata secondo le sue direttive, avvalendosi di un gruppo di giuristi quali Roffredo di Benevento, Pier della Vigna, l'arcivescovo Giacomo di Capua e Andrea Bonello da Barletta. Questo corpo organico, preso lungamente a modello come base per la fondazione di uno stato moderno, è passato alla storia con il nome di Costituzioni di Melfi (o melfitane), anche se il titolo originale Constitutionum Regni Siciliarum libri rende più esplicita la volontà di Federico di riorganizzare il suo stato, il regno di Sicilia: quest'ultimo, infatti, fu ripartito in undici distretti territoriali detti giustizierati, poiché erano governati da funzionari di propria nomina, i giustizieri, che rispondevano del loro operato in campo amministrativo, penale e religioso a un loro superiore, il maestro giustiziere, referente diretto dell'imperatore che stava al vertice di questa struttura gerarchica di tipo piramidale. Abolì i dazi interni e i freni alle importazioni all'interno del suo impero.
Gli undici distretti stabiliti da Federico II nelle Costituzioni, furono poi istituiti in tempi diversi. Secondo l'ubicazione geografica possono essere distinti in:
- a) Peninsulari
  1. Abruzzo
  2. Basilicata
  3. Calabria
  4. Capitanata
  5. Principato e Terra Beneventana
  6. Terra di Bari
  7. Terra di Lavoro e Contado di Molise
  8. Terra d'Otranto
  9. Valle di Crati e Terra Giordana
- b) Insulari
In base al decorso del fiume Salso:
  1. Sicilia al di qua del Salso
  2. Sicilia al di là del Salso.

Tra queste suddivisioni del Regno ci fu la creazione del Giustizierato d'Abruzzo (Justitiaratus Aprutii) nel 1233 con capitale Sulmona, unendo territori del ducato di Spoleto e di Benevento. Sempre nello stesso periodo Federico concesse la fondazione della città attuale di L'Aquila. 
(Federico II di Svevia, Privilegium concessum de constructione Aquilae, XIII secolo)

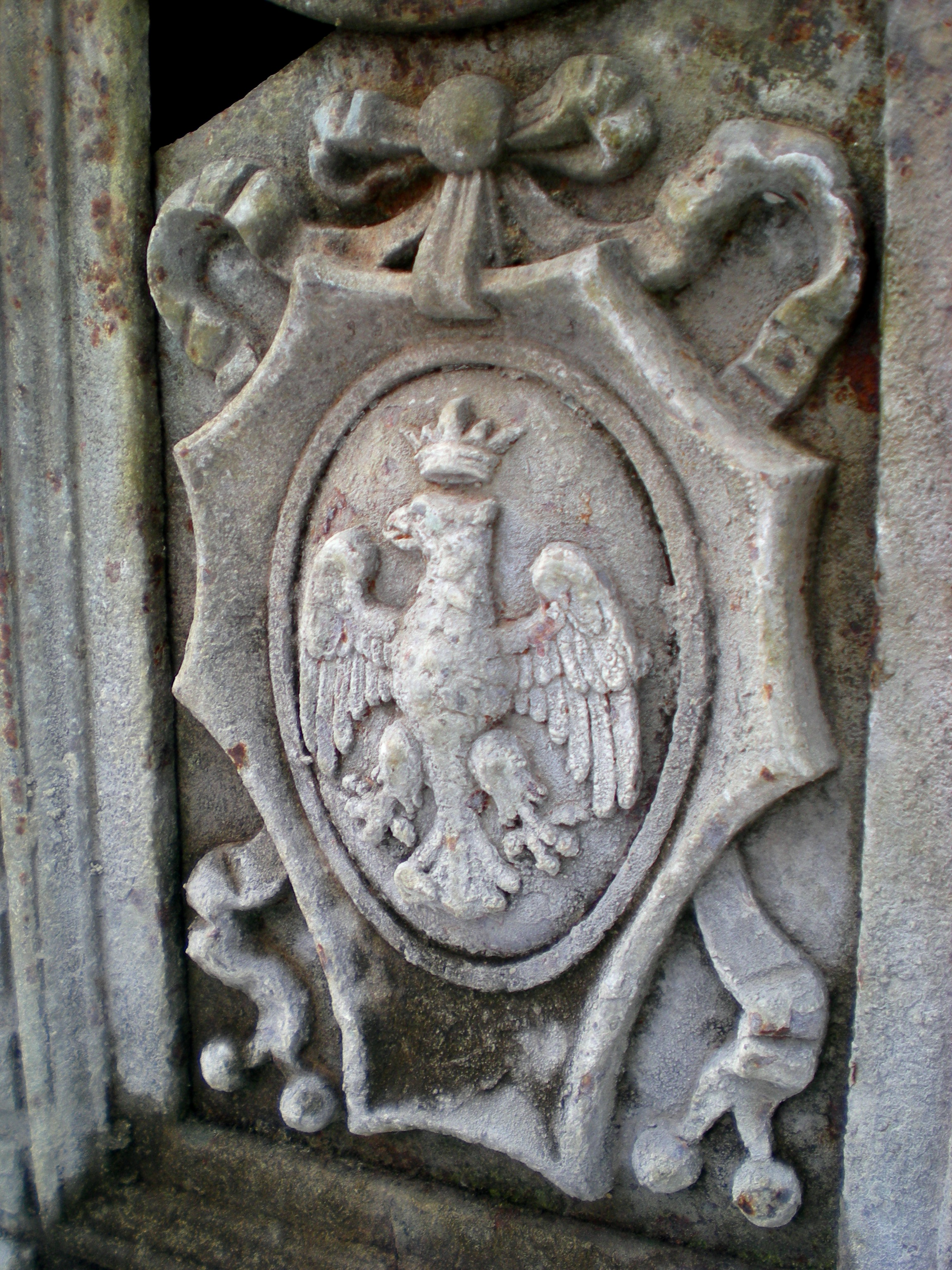
Stemma aquilano, presso il Forte spagnolo

Lo storico aquilano Buccio di Ranallo tuttavia attribuisce la fondazione leggendaria della città a 99 "castelli" durante il 1254.

### L'Università
Il 5 giugno 1224, all'età di trent'anni, Federico istituì con editto formale a Siracusa, per la città di Napoli, la prima universitas studiorum statale e laica della storia d'Occidente, in contrapposizione all'ateneo di Bologna, nato come aggregazione privata di studenti e docenti e poi finito sotto il controllo papale. L'università, polarizzata intorno allo studium di diritto e retorica, contribuì all'affermazione di Napoli quale capitale della scienza giuridica. Federico la scelse per la sua posizione strategica e il suo già forte ruolo di polo culturale e intellettuale.

### La poesia siciliana

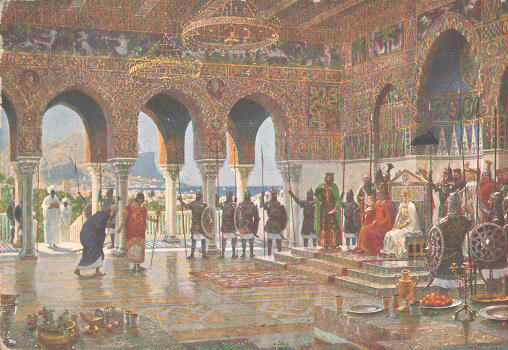
Il cancelliere aulico ricevuto da Federico II, Re di Sicilia, al palazzo della Favara di Palermo con letterati, artisti e studiosi (dipinto di Michael Zeno Diemer)

Contribuì a far nascere la letteratura italiana e in questo senso ebbe importanza fondamentale la Scuola siciliana o anche Scuola poetica siciliana che nacque tra il 1230 e il 1250, che ingentilì il volgare siculo con il provenzale, e i cui moduli espressivi e tematiche dominanti furono successivamente ripresi dalla lirica della Scuola toscana. Gli sono inoltre attribuite quattro canzoni. Appassionato della cultura araba, fece tradurre molte opere da quella lingua e fu quasi sempre in ottimi rapporti con gli esponenti di quella cultura al punto da guadagnarsi il soprannome (fra i tanti) di "sultano battezzato".
Nella corte era presente un gruppo di poeti, per lo più funzionari, che scrivevano in volgare meridionale. Nella corte di Federico si costituì una scuola poetica siciliana al quale si deve l'invenzione di una nuova metrica, il sonetto.

### De arte venandi cum avibus

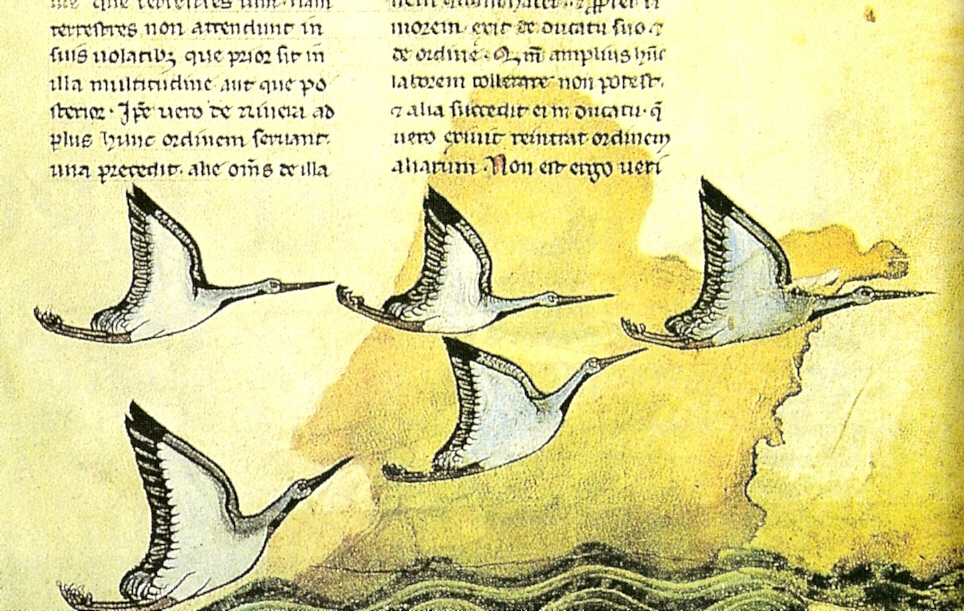
Particolare del folio 16 recto del trattato De arte venandi cum avibus.

Federico II non fu solo un mecenate, ma anch'egli si cimentò in un'opera letteraria: De arte venandi cum avibus. La traduzione letterale del titolo di quest'opera di Federico II è L'arte di cacciare con gli uccelli, e di essa molte copie, illustrate nel XIII e XIV secolo, ancora sopravvivono.
Il De arte venandi è un trattato nato innanzitutto dall'osservazione, che non ha nulla delle enciclopedie zoologiche fino ad allora redatte (i bestiari intrisi di mitologia, teologia e superstizione). In esso i problemi di ornitologia, di allevamento, di addestramento e di caccia sono trattati con attenzione al principio dell'osservazione diretta e dell'esperienza, con assoluto spirito di indipendenza rispetto alla trattatistica precedente, per questo lo scritto rappresenta un fondamentale passo verso la scienza "moderna".
Federico era un cacciatore appassionato. Le battute di caccia erano in quei tempi un modo per socializzare con persone dello stesso rango, per esercitarsi nell'uso delle armi e per rappresentare il potere. Il suo svago preferito era la caccia con il falco addestrato, attività molto costosa e quindi elitaria: un falco addestrato veniva a costare infatti quasi quanto un intero podere. La caccia con i falchi per Federico non era un passatempo vero e proprio ma una scienza. Egli si procurò trattati di ornitologia e caccia, e, in base a ordini dell'imperatore, questi testi furono raccolti in un codice miscellaneo, concepito come un libro sulla falconeria. Le fonti non sono certe se Federico abbia scritto personalmente il libro, ma sicuramente egli partecipò alla sua redazione esponendo i propri punti di vista: il De arte venandi cum avibus rappresenta pertanto una trattazione molto moderna sia sui metodi di cattura e addestramento dei falchi, sia sulle tecniche di caccia della selvaggina con l'uso dei falchi addestrati.

### Le arti figurative

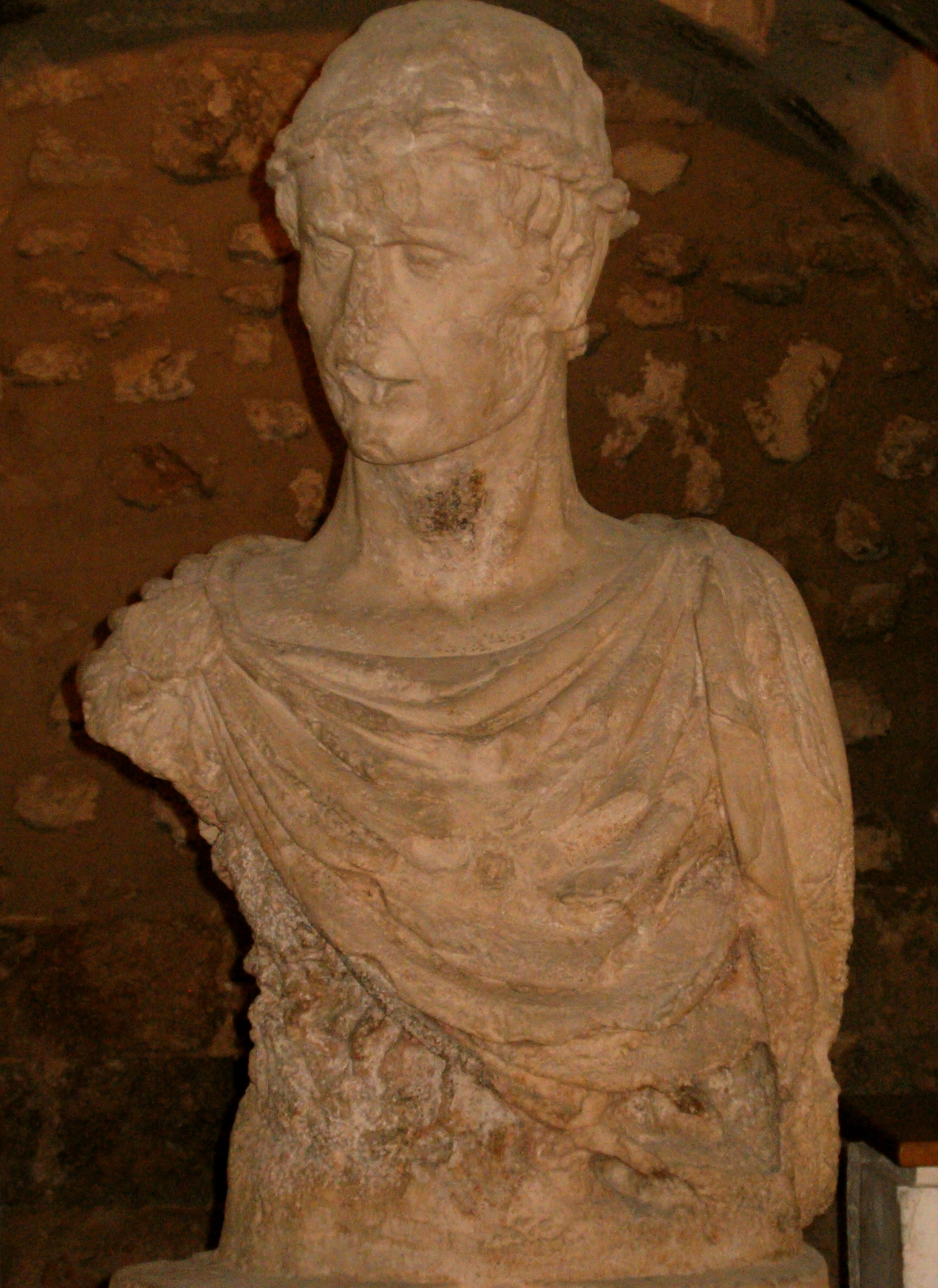
Presunto busto di Federico II, al Castello di Barletta.

Federico II, essendo un generoso mecenate, ospitò alla sua corte numerosi artisti provenienti dai territori dell'impero in particolare dalla Germania; le novità del gotico tedesco, che proprio in quegli anni produceva opere di rinnovato naturalismo come il Cavaliere di Bamberga del Duomo di Bamberga (ante 1237, alto 267 cm), dove era raffigurato un ritratto dell'imperatore stesso riprendendo l'iconografia delle statue equestri antiche. Inoltre all'epoca del padre Enrico VI e poi con Federico II, i cavalieri teutonici si insediarono in Italia meridionale (in particolare in Sicilia) e portando con loro le novità del gotico europeo che rappresentano le più antiche testimonianze di questo stile in Italia, un esempio importante la Chiesa di Santa Maria Alemanna a Messina. Successivamente, Federico II invitò nel sud-Italia i cistercensi già nel 1224, i quali diffusero il loro sobrio stile gotico nell'architettura (abbazie laziali di Fossanova e Casamari).
Oltre alla ricezione delle novità gotiche, Federico promosse anche attivamente il recupero di modelli classici, sia riusando opere antiche, sia facendone fare di nuove secondo i canoni romani: per esempio le monete auree da lui fatte coniare (gli augustali) presentano il suo ritratto idealizzato di profilo, e numerosi sono i rilievi che ricordano la ritrattistica imperiale romana (al già citato Duomo di Bamberga, alla distrutta Porta di Capua, eccetera). In queste opere si nota una robustezza che ricorda l'arte romana provinciale, una fluente plasticità, come nei realistici panneggi, e gli intenti ritrattistici. Tra i rilievi superstiti della Porta di Capua esiste anche un Busto di imperatore: se si trattasse delle vere fattezze del sovrano saremmo di fronte al primo ritratto pervenutoci dell'arte post-classica, un primato altrimenti stabilito dal Ritratto di Carlo d'Angiò di Arnolfo di Cambio.
La seconda corrente predominante all'epoca di Federico, dopo quella classicista, fu quella naturalistica. Lo stesso Federico II nel De arte venandi cum avibus scriveva come si dovesse rappresentare le cose che esistono così come sono (ea quae sunt sicut sunt), un suggerimento che si può per esempio riscontrare nell'originalissimo capitello attribuito a Bartolomeo da Foggia e conservato al Metropolitan Museum di New York (1229 circa). In questa opera quattro testine spuntano dagli angoli, ma la loro raffigurazione è così realistica (nelle scavature degli zigomi, nelle rughe, nelle imperfezioni fisiche) da sembrare un calco da maschera mortuaria.
I frequenti movimenti di Federico, seguito dalla corte e dagli artisti gotici, permisero la diffusione di uno stile sovraregionale, con opere di sorprendente similarità stilistica opera dell'architetto di corte Riccardo da Lentini anche in aree molto distanti, come testimoniano, per esempio, gli ingressi di alcuni castelli federiciani: i leoni scolpiti nel settentrionale castello dell'Imperatore di Prato sono identici a quelli di Castel del Monte in Puglia. Nicola Pisano, citato nei documenti più antichi come Nicola de Apulia, probabilmente arrivò in Toscana proprio con Federico II, alla cui corte potrebbe aver trovato la sintesi tra gli stimoli classici e transalpini che caratterizzarono la sua rivoluzione figurativa.

### Le architetture

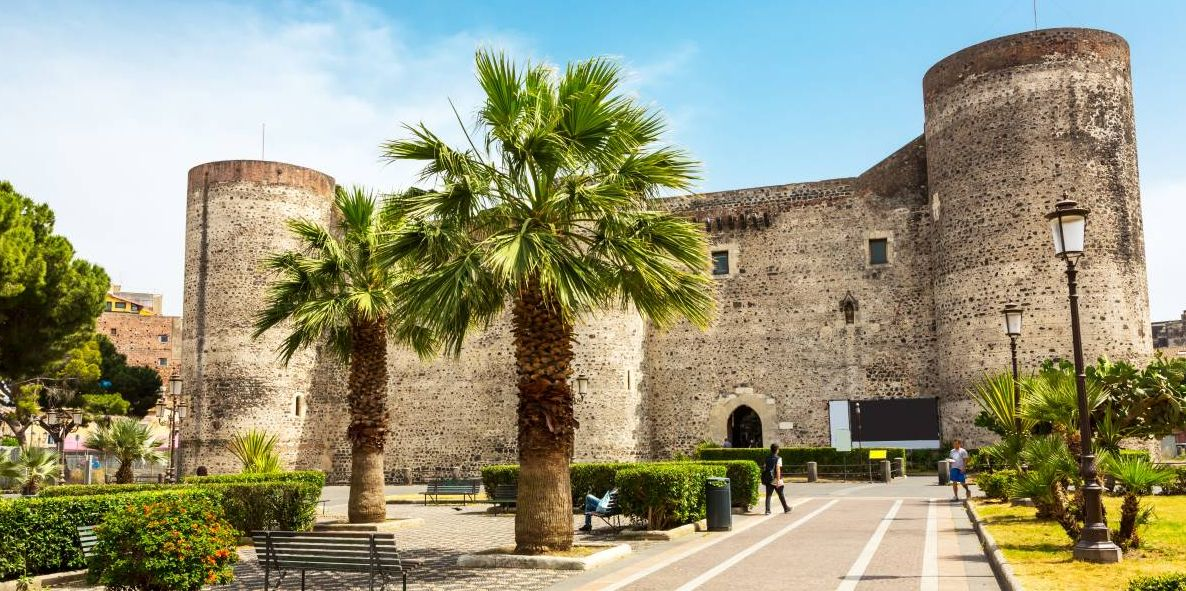
Il Castello Ursino di Catania, opera dell'architetto Riccardo da Lentini

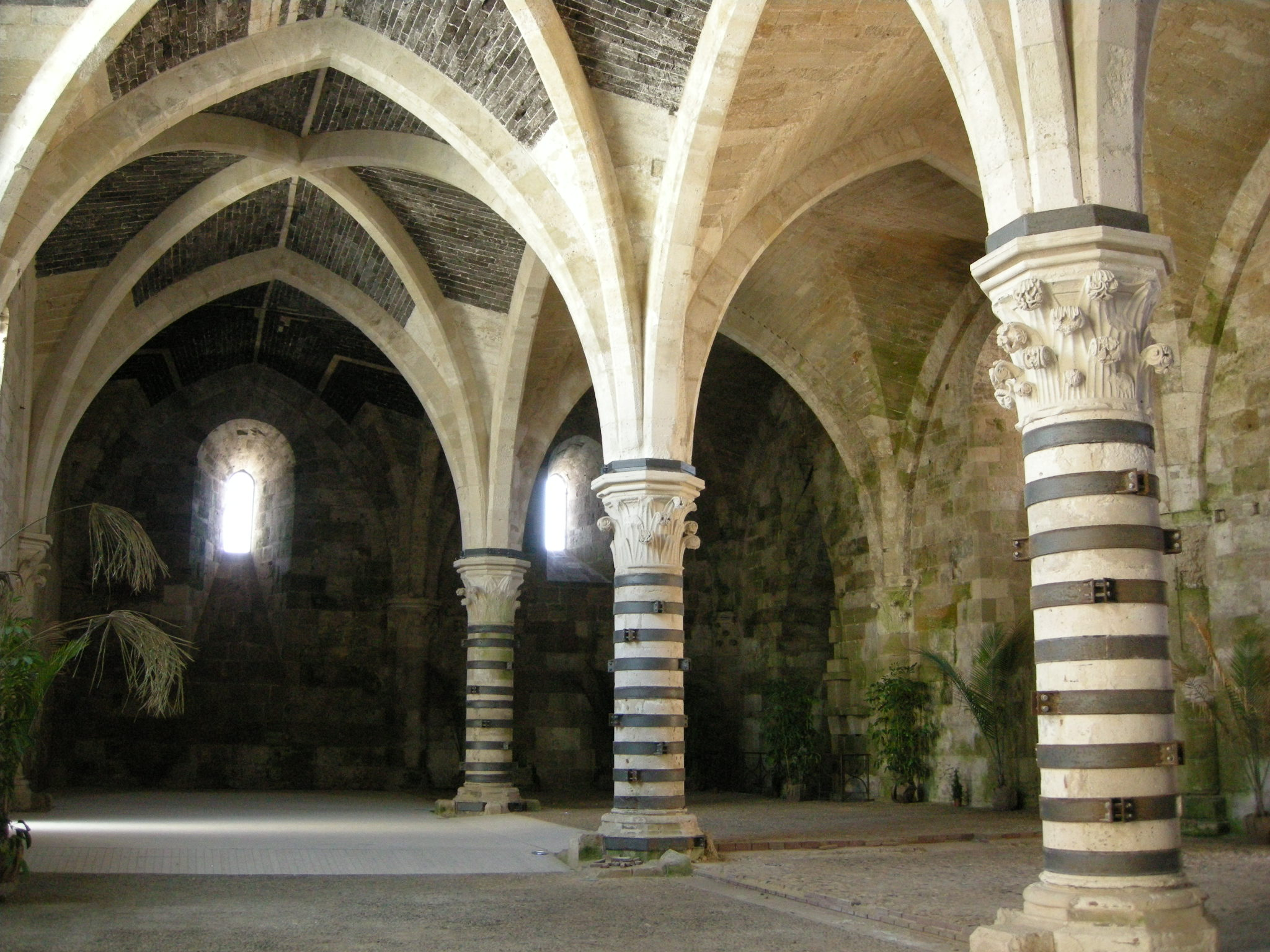
Vista interna del Castello Maniace di Siracusa con volte a crociera costolonate

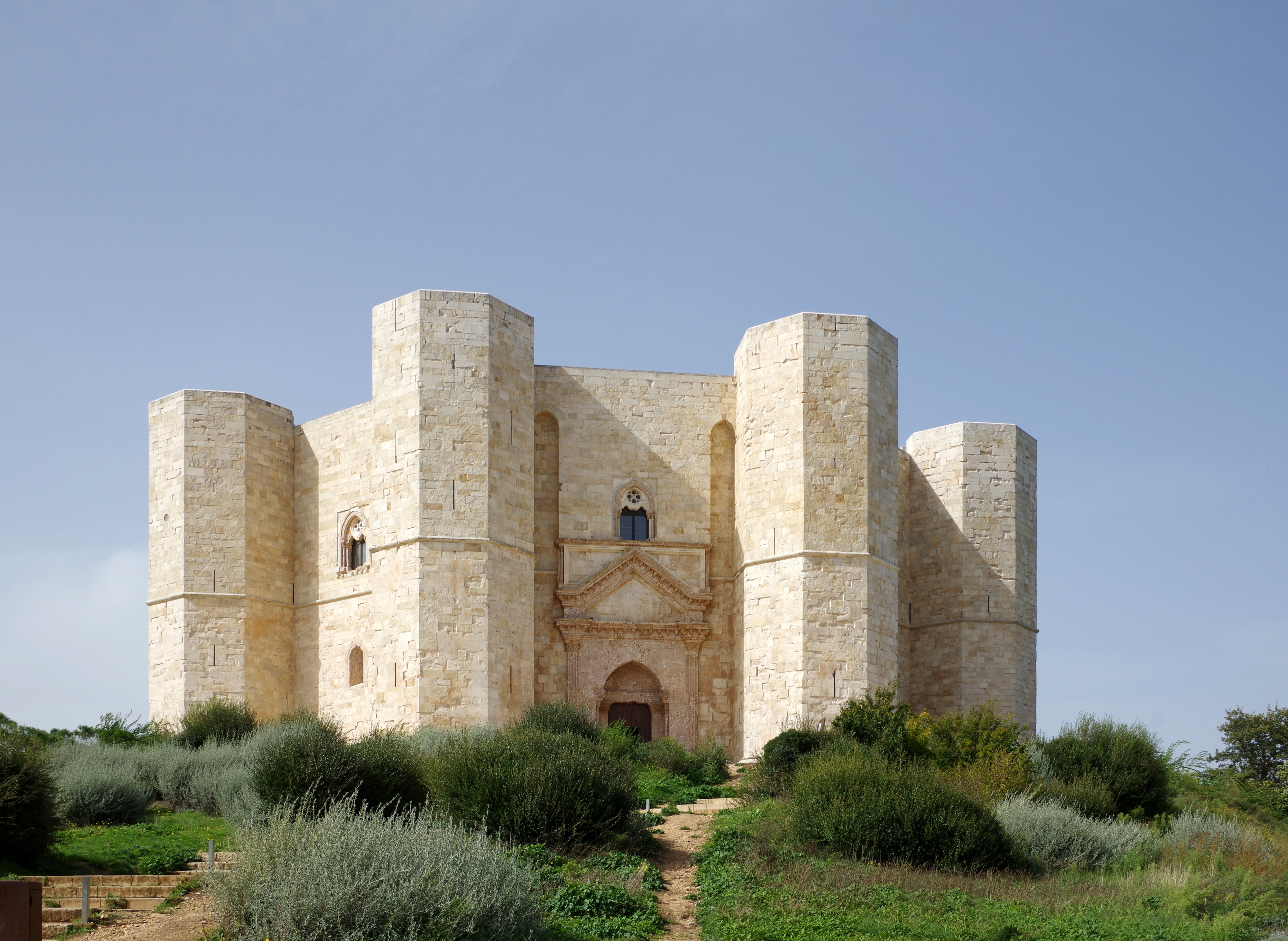
Castel del Monte, in territorio di Andria

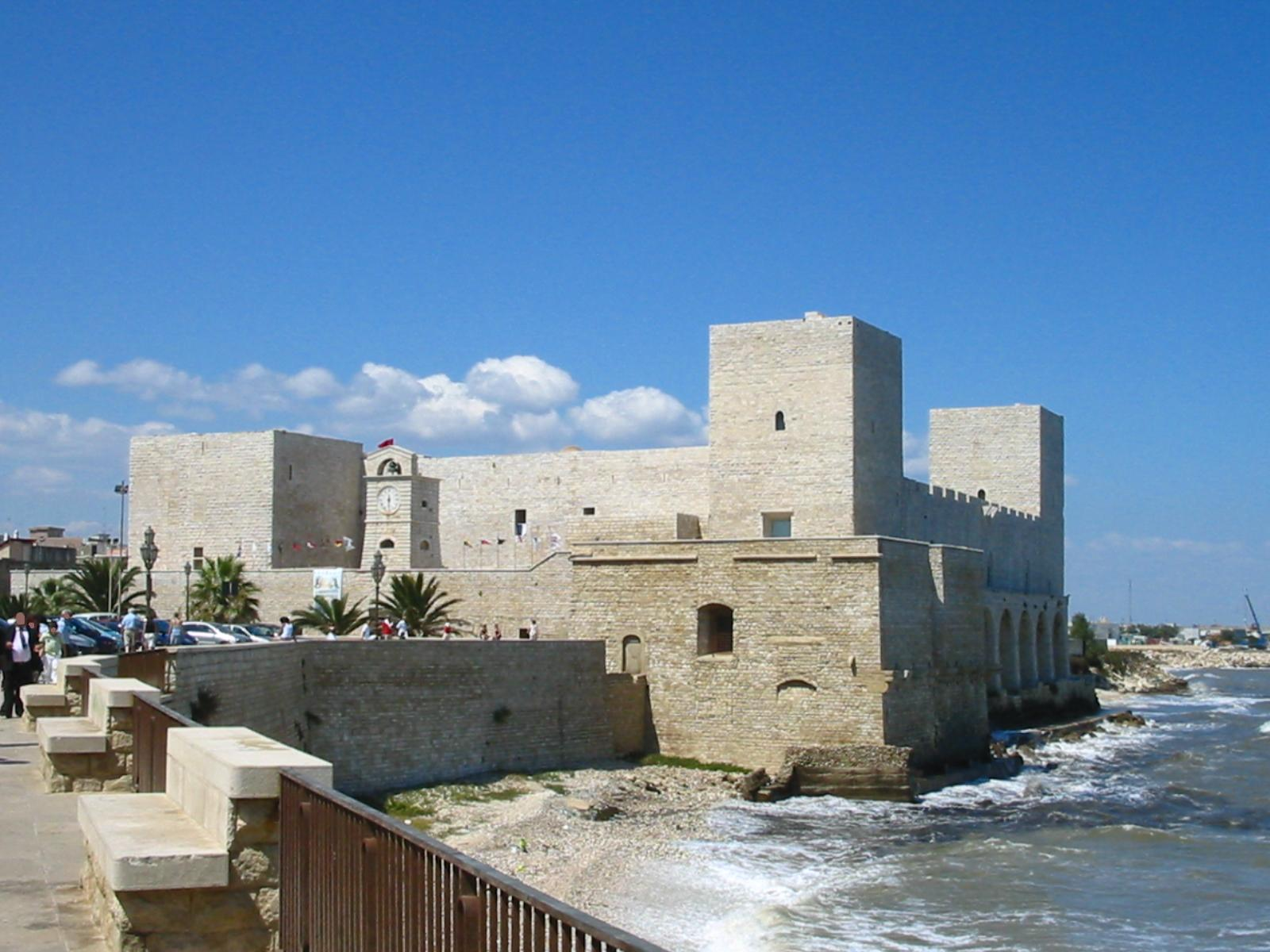
Castello Svevo di Trani

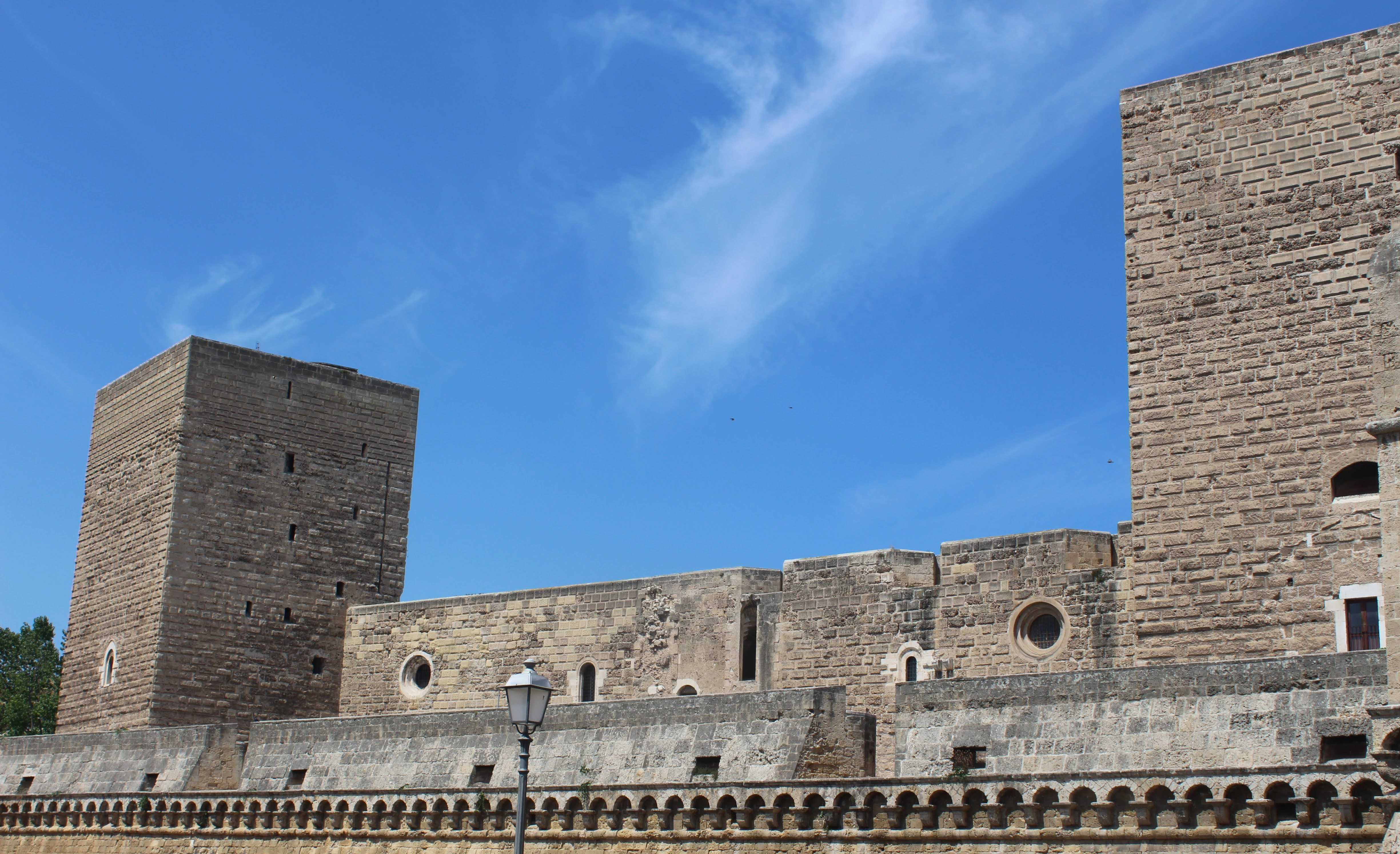
Castello normanno-svevo di Bari

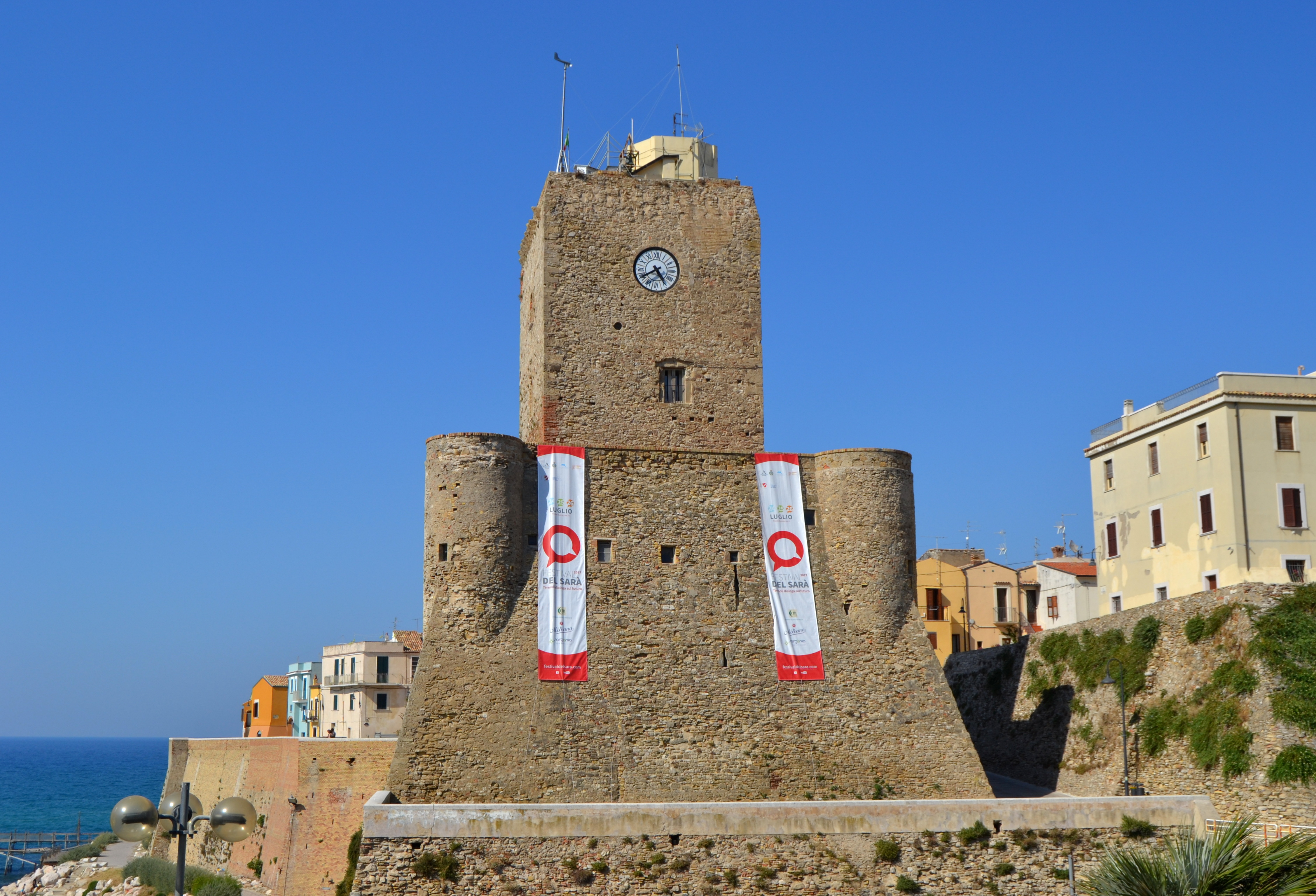
Castello Svevo sul promontorio di Termoli

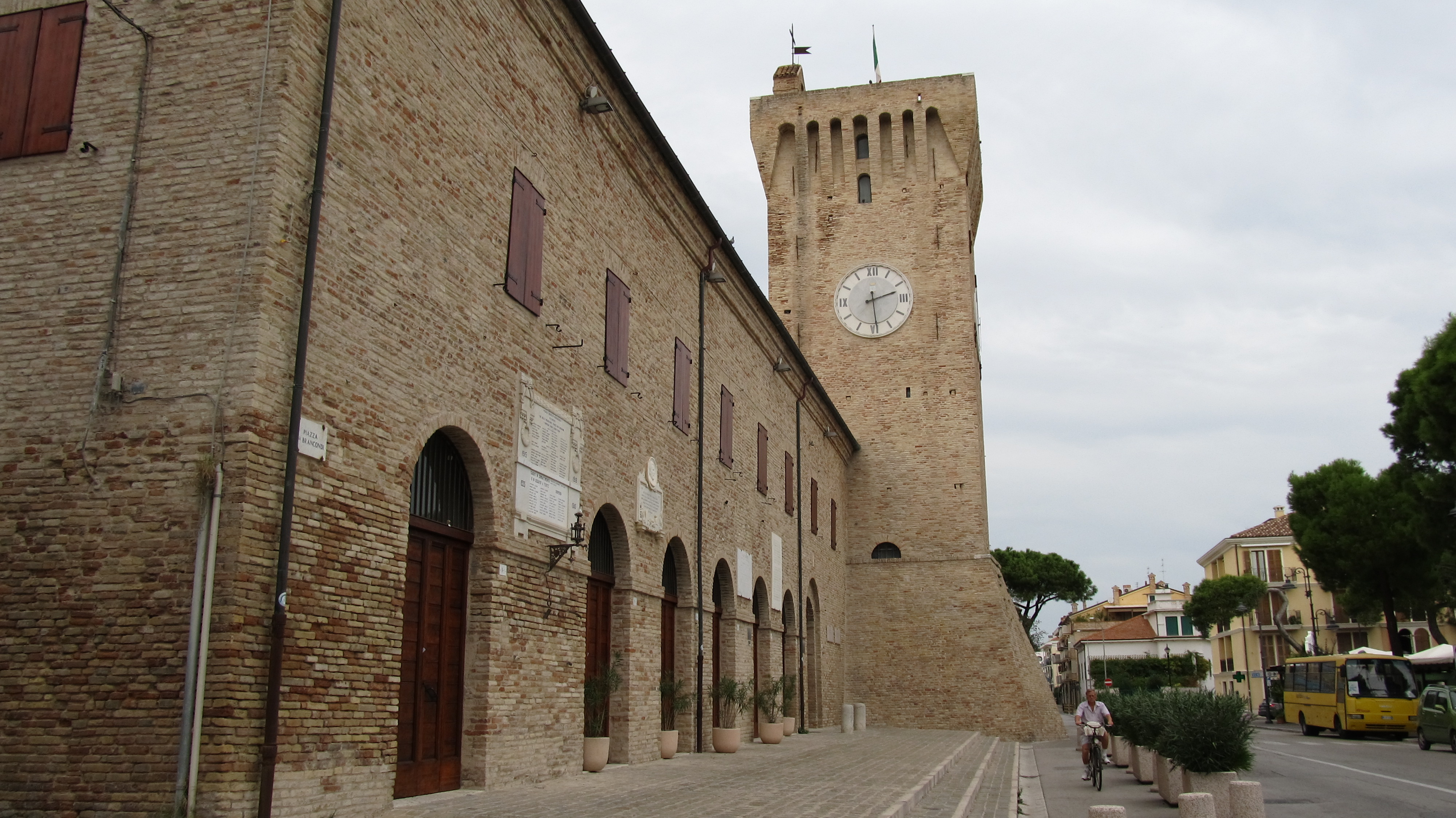
Facciata del Castello Svevo a Porto Recanati

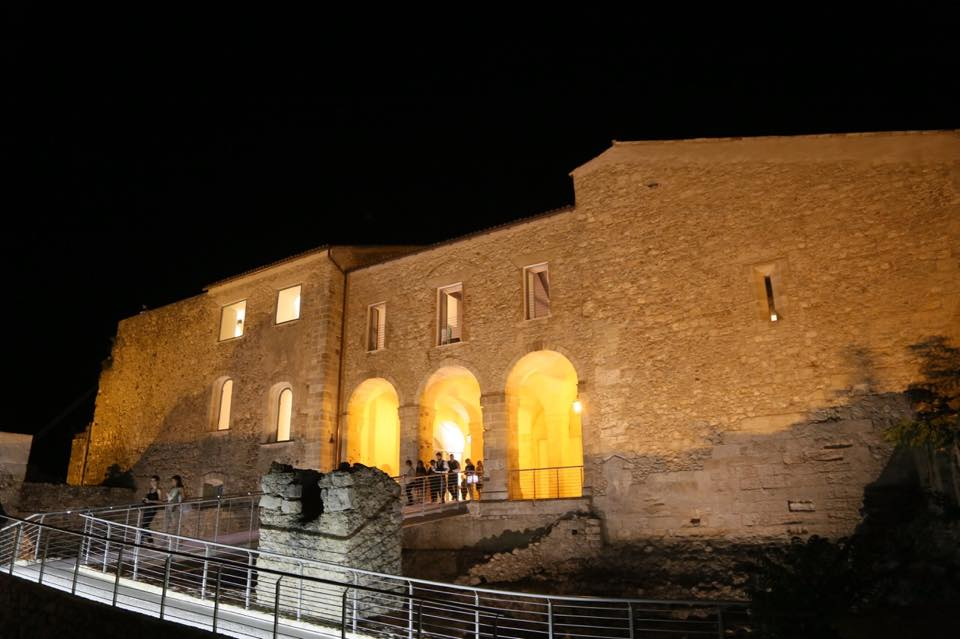
Ingresso del Castello normanno-svevo di Cosenza

Imponente fu l'attività edilizia soprattutto in campo castellare; con oltre 250 cantieri divisi tra i restauri di antiche fortezze normanne e l'edificazione di nuovi edifici. Nel 1239 Federico emanò uno statuto speciale per la riparazione dei castelli già esistenti, allo scopo di renderli efficienti e pronti a qualsiasi evenienza. In tutto il regno di Sicilia si innalzavano ben 111 castelli da legare alla figura di Federico II di Svevia, secondo quanto riportato dal documento Statutum de reparatione castrorum, risalente al 1241.
Fondamentale fu la figura di Riccardo da Lentini che seppe sintetizzare e creare uno stile dalle diverse componenti artistiche e culturali d'Impero.
Federico fece costruire castelli, residenze e palazzi imperiali in tutta l'Italia meridionale: alcune costruzioni erano strutture a scopo militare che includevano spazi atti ad ospitare anche la corte, altre ebbero scopo più espressamente residenziale, alcuni per l'esercizio dell'attività venatoria o altre attività ludiche, e probabilmente alcuni anche per conduzione agricola. Dalla Capitanata alla Sicilia si hanno quindi diversi esempi di questi generi di architettura.
Dopo il 1233 l'imperatore fece edificare a Lucera, città che dal 1223 ospitò un importante insediamento musulmano, il suo palatium sul colle Albano. La struttura originaria presentava una forma a torre con quattro ali disposte attorno ad un cortile quadrato. In una descrizione di epoca moderna, vengono descritti alcuni dettagli dell'edificio superstite da cui si apprende la presenza di ben 32 stanze su due piani, con delle torrette minori a ciascun angolo del quadrilatero. Sul cortile si affacciavano ampi portali e, grazie alla testimonianza di incisioni sempre di epoca moderna, sia le finestre che le aperture avevano decorazioni e fregi di stampo arabo-normanno. All'apice del cortile, in un interessante gioco di archi ogivali disposti ai quattro angoli, la struttura assumeva una forma ottagonale. Gli interni erano ricoperti di breccia corallina, materlale utilizzato anche a Castel del Monte. Nel cortile del palatium vi è la presenza di un pozzo.
A Foggia, una delle residenze imperiali, aveva fatto costruire un magnifico palatium, edificato da Bartolomeo da Foggia, su cui vi era un'iscrizione (oggi conservata nel portale di Federico) che recitava: "Hoc fieri iussit Federicus Cesar ut urbs sit Fogia regalis sede inclita imp(er)ialis" (Ciò comandò Federico Cesare che fosse fatto affinché la città di Foggia divenisse reale e inclita sede imperiale). Federico II considerava la Capitanata un luogo ideale anche per la caccia e perciò fece costruire altre tre importanti dimore a Foggia. La prima, la domus/palatium Solaciorum San Laurencii o Pantani, in località Pantano, tra gli attuali quartieri Salice Nuovo, San Lorenzo e Ordona Sud, dove il Guiscardo aveva fatto edificare la chiesa di San Lorenzo in Carmignano, testimonianza visiva, insieme con la Regia Masseria Pantano, della vasta area che occupava la struttura federiciana; essa includeva una residenza signorile, con giardini, vivarium con animali acquatici ed esotici, padiglioni per il solacium. Le altre dimore imperiali era la domus di Ponte Albanito e il palatium dell'Incoronata, nei pressi dell'omonimo bosco/santuario: in merito a quest'ultimo edificio, testimonianza importante della struttura federiciana è la regia masseria Giardino, nelle immediate vicinanze della linea ferroviaria Foggia - Potenza; anche questo complesso viene descritto dalle cronache di quel tempo, come tra le dimore più belle e sontuose dello "Stupor Mundi". Sono attualmente in corso nel sottosuolo del centro storico della città di Foggia, scavi archeologici nell'area in cui sorgeva il palatium dell'imperatore, finora si è in presenza di una notevole presenza di ipogei.
Castel del Monte, dichiarato patrimonio dell'umanità dall'UNESCO, sorse su di un'isolata altura nelle campagne di Andria, nei pressi del Monastero di Santa Maria del Monte già appartenuto al territorio di Trani.
Il castello svevo di Trani è uno dei più importanti e meglio leggibili tra i castelli federiciani, malgrado alcune trasformazioni che ne hanno in parte modificato l'assetto originario, caratteristico per la sua cortina sul mare e recentemente restaurato. La pianta del castello è quadrangolare con vasto cortile centrale, agli angoli del quadrato di base vi sono quattro torri a pianta quadrata, di cui le due prospicienti il mare sono le minori e conservano ancora l'altezza originaria, mentre le due maggiori verso terra sono state abbassate nel XVI secolo; le pareti esterne della costruzione si presentano composte da grossi blocchi con bugne in forte rilievo, con coronamento a merlatura piana; un muro fortificato, percorribile e dotato di frecciere e di merlatura, cinge l'intero castello e ne evidenzia ulteriormente il perimetro, dando spazio a tre cortili minori esterni; questo antemurale è circondato a sua volta da un largo fossato posto in comunicazione con il mare.
Altre fortificazioni importanti sorsero con l'edificazione del castello di Barletta, risultato architettonico di una serie di successioni al potere, e il castello svevo di Porto Recanati, fatto edificare nel 1229 quando Federico ratifica il possesso, da parte di Recanati, delle terre dal Musone al Potenza. Altre strutture fortificate sveve sono conservate a Bari, Bisceglie, Manfredonia, Lucera, Gravina in Puglia, Brindisi, Mesagne, Oria, Termoli, Campi Salentina, Prato, ecc.
Va menzionata la porta di Capua, che doveva esprimere visivamente la maestà imperiale.
Nella città di Cosenza nel XIII secolo riportò il castello sul colle Pancrazio ad assumere la più importante funzione difensiva degna del suo antico splendore. Attraverso degli imponenti lavori di ristrutturazione fece ampliare la rocca facendole assumere l’impostazione tipica dei castelli federiciani con impianto rettangolare, torri angolari, camminamenti di ronda merlati e sale voltate. Inoltre il 30 gennaio 1222, alla sua presenza, venne consacrato il duomo di Cosenza città a cui volle far dono della preziosa stauroteca.
Tra gli altri si ricordano il castello Maniace di Siracusa (dedicato al generale bizantino Giorgio Maniace, principe e Vicario dell'Imperatore di Costantinopoli, i cui discendenti erano imparentati con Federico II tramite la madre Costanza d'Altavilla), tra le più imponenti opere federiciane, con un grande portale strombato e con un vasto utilizzo di volte a crociera costolonate gotiche; il castello svevo di Augusta; l'imponente fortezza quadrangolare del castello Ursino a Catania, il castello di Scaletta Zanclea e la torre di Federico II a Enna, con grandiose volte a ombrello costolonate gotiche e la caratteristica forma ottagonale, sebbene quest'ultima struttura fu ultimata all'epoca di Manfredi. Numerose anche le residenze imperiali di campagna, come il palatium della Targia. Per l'architettura religiosa importanti esempi sono quelli legati ai cavalieri teutonici come la chiesa di Santa Maria Alemanna a Messina, la Basilica del Murgo a Lentini, la chiesa di San Nicola ad Agrigento, la chiesa di Sant'Andrea a Buccheri e la cappella sveva del palazzo arcivescovile di Siracusa. Altre costruzioni di carattere religioso comprendono edifici cavallereschi e architetture cistercensi diffuse in tutta l'Italia meridionale.

#### Castelli e residenze federiciane
- Palazzo di Lucera
- Palatium di Foggia
- Castel Capuano di Napoli
- Castel del Monte
- Castello svevo di Trani
- Castello normanno-svevo di Bari
- Castello svevo di Gravina
- Castello svevo (Brindisi)
- Castello di Oria
- Castello di Melfi
- Castello di Lagopesole
- Castello ducale di Bisaccia
- Castello normanno-svevo di Cosenza
- Castello di Milazzo
- Castello di Scaletta Zanclea
- Castello svevo di Augusta
- Castello Maniace
- Torre di Federico II
- Castello Ursino
- Rocca di Federico II
- Palazzo della Favara
- Palazzo dei Normanni
- La Zisa
- Rocca di Monselice
- Castello dell'Imperatore
- Castello svevo

## Antenati e discendenti

### Ascendenza
|                       |                      |                         | Genitori                 |  |  | Nonni |  |  | Bisnonni                    |  |  | Trisnonni                  |  |
|                       |                      |                         |                          |  |  |       |  |  | Federico II, duca di Svevia |  |  | Federico I, duca di Svevia |  |
|                       |                      |                         |                          |  |  |       |  |  | Federico II, duca di Svevia |  |  | Federico I, duca di Svevia |  |
|                       |                      | Agnese di Waiblingen    |                          |  |  |       |  |  | Federico II, duca di Svevia |  |  |                            |  |
| Federico Barbarossa   |                      |                         |                          |  |  |       |  |  | Federico II, duca di Svevia |  |  |                            |  |
|                       |                      | Giuditta di Baviera     | Enrico IX di Baviera     |  |  |       |  |  |                             |  |  |                            |  |
|                       |                      | Giuditta di Baviera     | Enrico IX di Baviera     |  |  |       |  |  |                             |  |  |                            |  |
|                       |                      | Giuditta di Baviera     | Wulfhilde di Sassonia    |  |  |       |  |  |                             |  |  |                            |  |
| Enrico VI di Svevia   |                      | Giuditta di Baviera     |                          |  |  |       |  |  |                             |  |  |                            |  |
|                       |                      | Rinaldo III di Borgogna | Stefano I di Mâcon       |  |  |       |  |  |                             |  |  |                            |  |
|                       |                      | Rinaldo III di Borgogna | Stefano I di Mâcon       |  |  |       |  |  |                             |  |  |                            |  |
|                       |                      | Rinaldo III di Borgogna | Beatrice di Lorena       |  |  |       |  |  |                             |  |  |                            |  |
| Beatrice di Borgogna  |                      | Rinaldo III di Borgogna |                          |  |  |       |  |  |                             |  |  |                            |  |
|                       |                      | Agata di Lorena         | Simone I di Lorena       |  |  |       |  |  |                             |  |  |                            |  |
|                       |                      | Agata di Lorena         | Simone I di Lorena       |  |  |       |  |  |                             |  |  |                            |  |
|                       |                      | Agata di Lorena         | Adelaide di Lovanio      |  |  |       |  |  |                             |  |  |                            |  |
| Federico II di Svevia |                      | Agata di Lorena         |                          |  |  |       |  |  |                             |  |  |                            |  |
|                       | Ruggero I di Sicilia | Tancredi d'Altavilla    |                          |  |  |       |  |  |                             |  |  |                            |  |
|                       | Ruggero I di Sicilia | Tancredi d'Altavilla    |                          |  |  |       |  |  |                             |  |  |                            |  |
|                       | Ruggero I di Sicilia | Muriella di Normandia   |                          |  |  |       |  |  |                             |  |  |                            |  |
| Ruggero II di Sicilia | Ruggero I di Sicilia |                         |                          |  |  |       |  |  |                             |  |  |                            |  |
|                       |                      | Adelasia del Vasto      | Manfredi Del Vasto       |  |  |       |  |  |                             |  |  |                            |  |
|                       |                      | Adelasia del Vasto      | Manfredi Del Vasto       |  |  |       |  |  |                             |  |  |                            |  |
|                       |                      | Adelasia del Vasto      | Agnese di Vermandois     |  |  |       |  |  |                             |  |  |                            |  |
| Costanza d'Altavilla  |                      | Adelasia del Vasto      |                          |  |  |       |  |  |                             |  |  |                            |  |
|                       |                      | Gunther di Rethel       | Eudes di Vitry           |  |  |       |  |  |                             |  |  |                            |  |
|                       |                      | Gunther di Rethel       | Eudes di Vitry           |  |  |       |  |  |                             |  |  |                            |  |
|                       |                      | Gunther di Rethel       | Matilda di Rethel        |  |  |       |  |  |                             |  |  |                            |  |
| Beatrice di Rethel    |                      | Gunther di Rethel       |                          |  |  |       |  |  |                             |  |  |                            |  |
|                       |                      | Beatrice di Namur       | Goffredo I di Namur      |  |  |       |  |  |                             |  |  |                            |  |
|                       |                      | Beatrice di Namur       | Goffredo I di Namur      |  |  |       |  |  |                             |  |  |                            |  |
|                       |                      | Beatrice di Namur       | Ermesinda di Lussemburgo |  |  |       |  |  |                             |  |  |                            |  |
|                       |                      | Beatrice di Namur       |                          |  |  |       |  |  |                             |  |  |                            |  |

### Le mogli di Federico e i suoi figli legittimi e naturali

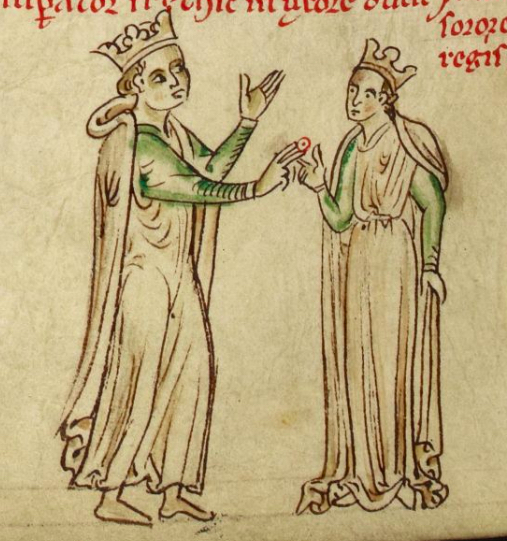
Federico e Isabella d'Inghilterra

Federico ebbe quattro mogli e diverse relazioni.
La prima moglie fu Costanza d'Aragona e, come per ogni grande regnante, l'unione fu frutto di un preciso progetto diplomatico del tutore imperiale, il papa Innocenzo III. Costanza, infatti, era già alle seconde nozze ed era di circa dieci anni più anziana del quattordicenne Federico.
Spentasi Costanza, Federico, probabilmente adottando la medesima politica e mantenendo l'avallo papale, si unì in matrimonio prima con Jolanda (o Isabella) di Brienne e poi, morta questa, con Isabella d'Inghilterra.
Ma fu Bianca Lancia probabilmente il vero amore dell'imperatore. Di Bianca, appartenente alla famiglia dei Lancia (o Lanza), molto in vista nella corte di Federico, non sono rimaste notizie storiche e la stessa sincerità del sentimento dell'imperatore fu messa spesse volte in discussione da alcuni critici. Comunque è certo che da questa unione, forse tramutata in matrimonio negli ultimi anni di vita, nacque a Venosa Manfredi di Sicilia, il figlio prediletto di Federico. Suo figlio naturale fu anche Enzo.
| Matrimoni o unioni                                              | Matrimoni o unioni                                              | Figli | Figli |
| Costanza d'Aragona (c1184 - 1222) o=o Messina, 15 agosto 1209   | Costanza d'Aragona (c1184 - 1222) o=o Messina, 15 agosto 1209   | 1. Enrico (1211 - 1242) | 1. Enrico (1211 - 1242) |
| Adelaide di Urslingen                                           | Adelaide di Urslingen                                           | 1. Enzo (o Enzio) (c1220 - 1272) legittimato 2. Caterina (1216/1218 - dopo il 1272)                                                                              | 1. Enzo (o Enzio) (c1220 - 1272) legittimato 2. Caterina (1216/1218 - dopo il 1272)                                                                              |
| Maria di Antiochia                                              | Maria di Antiochia                                              | 1. Federico (c1224 - 1256) | 1. Federico (c1224 - 1256) |
| Anais di Brienne                                                | Anais di Brienne                                                | 1. Biancofiore (1226 - 1279) | 1. Biancofiore (1226 - 1279) |
| Richina von Beilstein-Wolfsölden                                | Richina von Beilstein-Wolfsölden                                | 1. Margherita (1227 - 1298) | 1. Margherita (1227 - 1298) |
| Isabella di Brienne (1212 - 1228) o=o Brindisi, 9 novembre 1225 | Isabella di Brienne (1212 - 1228) o=o Brindisi, 9 novembre 1225 | 1. Margherita, morta appena nata (+ 1227) 2. Corrado (1228 - 1254)                                                                                               | 1. Margherita, morta appena nata (+ 1227) 2. Corrado (1228 - 1254)                                                                                               |
| Bianca Lancia o Lanza (1213 - 1246) o=o prob. 1246              | Bianca Lancia o Lanza (1213 - 1246) o=o prob. 1246              | 1. Costanza (Anna) (1230 - 1307) legittimata 2. Manfredi (1232 - 1266) legittimato 3. Violante (1233 - 1264) legittimata                                         | 1. Costanza (Anna) (1230 - 1307) legittimata 2. Manfredi (1232 - 1266) legittimato 3. Violante (1233 - 1264) legittimata                                         |
| Isabella d'Inghilterra (1214 - 1241) o=o Worms, luglio 1235     | Isabella d'Inghilterra (1214 - 1241) o=o Worms, luglio 1235     | 1. Margherita (1237 - 1270) 2. Enrico Carlo Ottone (1238 - 1253/1254) 3. Federico, morto in giovane età (+ 1239/1240) 4. Un bambino morto dopo il parto (+ 1241) | 1. Margherita (1237 - 1270) 2. Enrico Carlo Ottone (1238 - 1253/1254) 3. Federico, morto in giovane età (+ 1239/1240) 4. Un bambino morto dopo il parto (+ 1241) |
| Probabilmente una donna della famiglia Lancia                   | Probabilmente una donna della famiglia Lancia                   | 1. Selvaggia (1221/1223 - 1244) | 1. Selvaggia (1221/1223 - 1244) |
| Manna de Castanea                                               | Manna de Castanea                                               | 1. Riccardo (1224/25 - 1249) | 1. Riccardo (1224/25 - 1249) |
| Probabilmente una contessa siciliana                            | Probabilmente una contessa siciliana                            | 1. Federico (1213 - dopo il 1240) | 1. Federico (1213 - dopo il 1240) |
| Nome sconosciuto                                                | Nome sconosciuto                                                | 1. Gherardo | 1. Gherardo |

## Fra mito e leggenda
(parole di Farinata degli Uberti, posto nel girone degli eretici o degli epicurei, Dante Alighieri, Inf. X 118-119)
L'intensa attività politica e militare, l'innovazione portata nella sua legislazione del regno di Sicilia, l'interesse per scienze e letteratura fecero di Federico un personaggio mitico, talvolta attirando una serie di leggende che in parte resistettero alla sua scomparsa. L'amicizia praticata nei confronti degli arabi (ebbe a lungo una Guardia personale costituita da guerrieri arabi, e lui stesso parlava correntemente tale lingua) unitamente alla lotta contro il papa Gregorio IX, che arrivò perfino a definirlo anticipatore dell'Anticristo, fecero crescere attorno a lui un alone di mistero e di leggenda.
I ghibellini vedevano in lui il Reparator Orbis, il sovrano illuminato che avrebbe punito i preti indegni e restaurato la purezza della Chiesa.
La propaganda guelfa invece lo definì come un ateo, autore del libro De tribus impostoribus o un eretico epicureo (Dante stesso lo citò nel girone degli eretici vicino a Farinata degli Uberti), o addirittura come un convertito all'Islam. A conferma di queste accuse, infatti, il cronista Salimbene de Adam riferisce nella sua Chronica che:
(Salimbene, Cron., ed. Scalia, p.512.)
Fu forse il suo essere stato definito l'Anticristo (o il suo anticipatore, secondo la tradizione profetica derivata da Gioacchino da Fiore) a dare origine, dopo la sua morte, alla leggenda di una profezia secondo la quale egli sarebbe ritornato dopo mille anni. Federico fu definito l'Anticristo anche in virtù di una leggenda medievale che sosteneva che questo sarebbe nato dall'unione fra una vecchia monaca e un frate: si diceva infatti che il padre Enrico VI in gioventù aveva pensato di intraprendere la vita monastica, mentre Costanza d'Altavilla aveva 40 anni quando partorì Federico e prima del matrimonio, contratto all'età di 32 anni, sarebbe vissuta in un convento. Tale leggenda si collega anche al personaggio di Fra Pacifico, al secolo Guglielmo Divini, il quale, prima di divenire uno dei più intimi compagni di Francesco d'Assisi, fu cavalier servente di Costanza, alla quale fu legato da un amore segreto il cui frutto potrebbe essere stato proprio Federico.
Altra leggenda che vedeva protagonista Federico era quella legata a un giovane siciliano, tale Nicola Pesce, che - rispettando la natura ed il Creato - era solito svuotare le reti da pesca della famiglia liberando i pesci. Fu, perciò, maledetto dalla madre che gli augurò di diventare egli stesso un pesce. Da quel giorno Nicola Pesce cominciò una trasformazione della pelle in squame.  Ogni giorno si immergeva e poi tornava in superficie raccontando delle meraviglie che aveva visto nei fondali. Incuriosito dalla storia, lo stesso Federico con i suoi raggiunse il ragazzo e gli chiese di dimostrargli le sue abilità di nuotatore. Il re fece cadere una coppa in mare e Nicola la riportò a lui. Una seconda volta fece cadere la propria corona in mare e Nicola, anche questa volta, gliela riportò. Infine, per la terza volta Federico gettò in mare un oggetto ma questa volta Nicola non riemerse. Si dice che, vedendo l'isola della Sicilia poggiare su tre pilastri, uno dei quali mostrava cenni di cedimento, volle mantenere sulle sue spalle il peso dell'isola.
Una variante del mito indicherebbe che il colto e curioso Federico gli chiedesse di dimostrare ciò che Nicola affermava, ovvero che sotto le acque antistanti l'Etna vi era un lago di fuoco. Accettando la richiesta Nicola avrebbe detto che l'avrebbe dimostrato ma ciò gli sarebbe valso la vita. Prese un pezzo di legno e si immerse: il ragazzo non tornò più a galla mentre il pezzo di legno bruciato alla vista dei presenti.

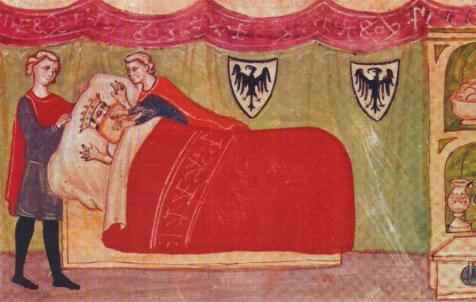
Manfredi soffoca il padre, secondo una leggenda accreditata dal Villani

Naturalmente la sua morte non poteva non dar origine a leggende. Si narra che una volta gli fu fatta una profezia riguardante la sua morte: egli sarebbe deceduto in un paese contenente la parola "fiore". Per questo Federico II evitò di frequentare Florentia (Firenze), ma non sapeva che nell'agro dell'odierna Torremaggiore si ergeva un borgo di origine bizantina, chiamato appunto Castel Fiorentino; le sue rovine, affioranti da una collina detta dello Sterparone (205 m), ancora testimoniano la presenza di alcuni locali, di una torre di avvistamento e della Domus (palazzo nobiliare) all'interno della quale morì Federico il 13 dicembre 1250.
La stessa leggenda racconta pure che, secondo la profezia, egli non solo sarebbe morto appunto sub flore, ma anche nei pressi di una porta di ferro. Secondo la tradizione, riavutosi leggermente dal torpore, Federico chiese alle guardie che lo vegliavano dove si trovasse e dove portasse una porta chiusa che stava vedendo dal proprio letto. Quando la guardia gli rispose che si trovava a Castel Fiorentino e che quella porta, murata dall'altra parte, non era che un vecchio portone di ferro, l'imperatore sospirò: «Ecco che è giunta dunque la mia ora», ed entrò in agonia.

### Appellativi
Dai suoi coevi, Federico fu detto puer Apuliae ("fanciullo di Puglia", ma va notato che all'epoca tale coronimo aveva un’accezione assai ampia e corrispondeva a buona parte dell'Italia meridionale).
Da Matteo Paris, monaco della seconda metà del XII secolo, Federico sarà definito come stupor mundi ("meraviglia del mondo") in un commento alla notizia della morte dell'imperatore. Questa locuzione, che per il monaco Paris non era da intendersi necessariamente in accezione positiva, troverà fortuna e rimarrà associata alla figura di Federico fino ai giorni nostri assumendo sempre più una connotazione positiva per la gloria e i successi delle imprese di Federico.

## Media

### Letteratura
Fra Salimbene de Adam, nella sua Chronica, una delle fonti storiche più interessanti per il XIII secolo, parla anche delle opere da lui scritte, andate tutte perdute. Tra queste, si segnalano i XII scelera Friderici imperatoris, opera che doveva avere carattere polemico, essendo servita anche come opuscolo di propaganda anti-imperiale, dopo la sconfitta di Vittoria nel 1248. Nella Chronica Federico II è dipinto come uomo avaro, che combatté la Chiesa solo perché voleva impadronirsi dei beni ecclesiastici. E la stessa Chronica è ricca di aneddoti, per lo più negativi, riguardanti episodi della vita di questo imperatore.
Anche Dante nella Commedia menziona Federico II ben cinque volte: tre nell'Inferno, una nel Purgatorio e una nel Paradiso:
- Inferno

(Divina Commedia, Inf. X (eretici ed epicurei) 119-120, Farinata degli Uberti)
Il poeta, accogliendo le voci sull'ateismo di Federico, assegna all'imperatore la pena che egli attribuisce agli eretici (gli epicurei): trascorrere l'eternità in bare infuocate.
(Divina Commedia, Inf. XIII 58-60, 68-69, Pier della Vigna)
Qui a parlare è l'anima di Pier delle Vigne, segretario e uomo di fiducia dell'imperatore; si suicidò dopo esser stato accusato di aver tramato contro Federico.
(Divina Commedia, Inf. XXIII 65-66)
Dante riprende una leggenda secondo la quale Federico II sottoponeva a tortura i rei di lesa maestà coprendoli di piombo e facendoglielo fondere addosso.
- Purgatorio

(Divina Commedia, Purg. XVI 115-117, Marco Lombardo)
- Paradiso

(Divina Commedia, Par. III 118-120, Piccarda Donati)
Dante si riferisce al fatto che Federico fu il terzo e ultimo imperatore appartenente alla Casa di Svevia.

### Cinema
- Stupor mundi, regia di Pasquale Squitieri (1998)

## Araldica

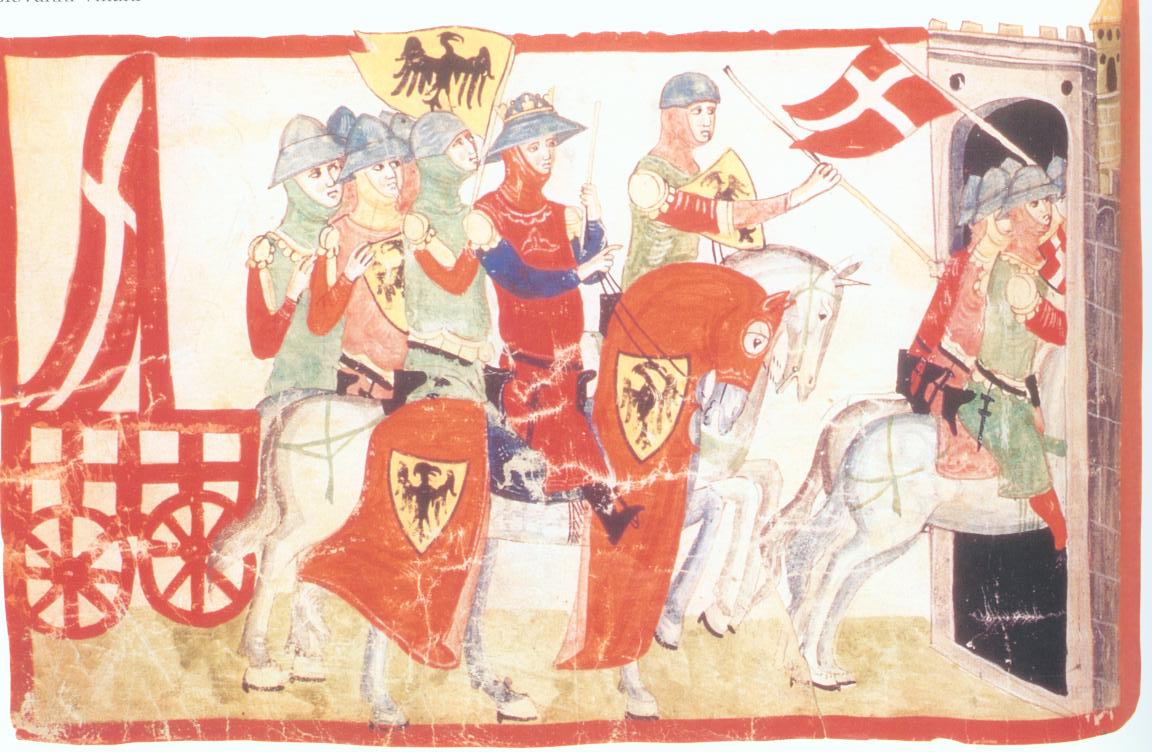
Cattura del Carroccio dopo la battaglia di Cortenuova (miniatura dalla Nova Cronica)

La prima o, comunque, una delle prime figure araldiche adottate dagli Hohenstaufen per le proprie insegne fu quella del leone, o, meglio, dei leoni passanti, poiché, in seguito a evoluzioni degli elementi componenti l'arme staufica, il numero degli animali araldici fu fissato a tre. Essi, di smalto nero o, in alternativa, rosso, erano disposti in palo in campo d'oro o, in talune versioni, d'argento.
A rappresentare la dignità imperiale degli Staufen, fu introdotta, poi, un'ulteriore insegna, ovvero un'aquila al volo abbassato di nero posta in campo d'oro o d'argento, con il primo metallo che finì con il prevalere sul secondo: siffatta arme doveva esprimere la continuità tra l'Impero romano e l'Impero germanico.
L'aquila costituì «una vera e propria impresa personale» per Federico II: molteplici, difatti, sono le rappresentazioni del rapace nell'iconografia legata all'imperatore siciliano. Indicative, al riguardo, sono le numerose aquile, diversamente scolpite, poste a ornamento di mura o altri elementi architettonici, rinvenibili negli edifici federiciani, come nel caso della porta superstite del palazzo di Foggia e degli elementi decorativi nei castelli di Barletta, Trani e Bari.
Particolarmente significative, inoltre, appaiono le opere che riproducono l'aquila nell'atto di straziare, con i propri artigli, altri animali, come serpenti o lepri, deputati a rappresentare i nemici dell'Impero. Esemplificativa, in tal senso, è l'edicola sovrastante l'ingresso principale del Castello Ursino di Catania: la scultura posta al suo interno riproduce un'aquila che tiene tra gli artigli una lepre esanime.

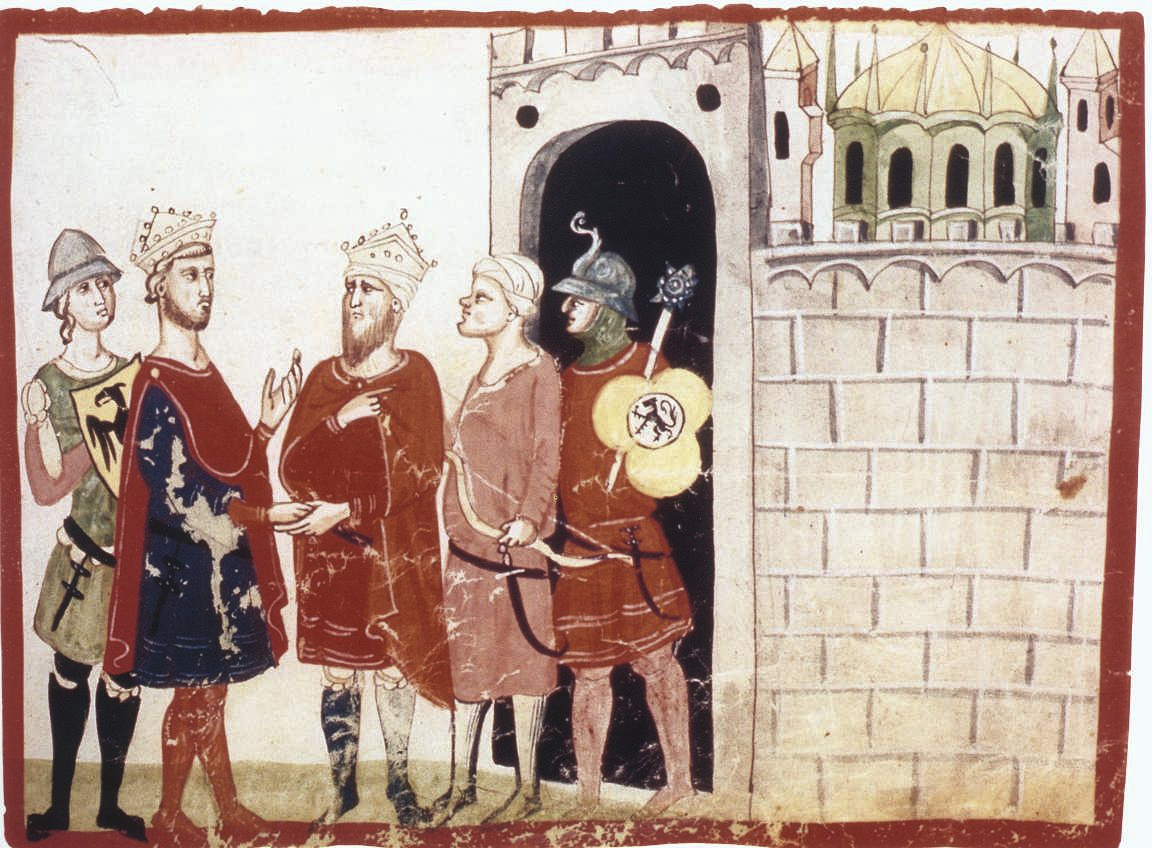
Sesta crociata (miniatura dalla Nova Cronica)

Altrettanto emblematici, sia «per le varie tipologie di figura dell'aquila che vi campeggiano con superba eleganza», sia perché concepiti con intenti celebrativi dell'immagine dello stupor mundi, sono «gli stupendi cammei», che, nella prima metà del XIII secolo, furono realizzati in tutto il regno di Sicilia. In tali manufatti artistici di pregevole fattura, le aquile sono cesellate «con straordinario gusto per i particolari naturalistici».
Anche la monetazione di età federiciana non manca di coni recanti l'effige dell'aquila, che fu presente in numerose emissioni di tarì, denari e augustali. Il disegno non fu sempre il medesimo, si passa da esemplari con aquile stilizzate, ad aquile che, invece, assumono sembianze più naturali, aggressive e dinamiche: quest'ultimo è il caso degli augustali: battute presso le zecche di Brindisi e Messina, tali monete recavano, sul recto, l'immagine dell'imperatore siciliano, mentre, sul verso, un'aquila sorante con la testa volta verso la sinistra araldica. La posizione della testa, in particolare, fu variabile e, a seconda delle emissioni, si ritrovano, infatti, monete con aquila rivoltata e altre no; così come è possibile rinvenire sia esemplari con aquila senza corona, sia esemplari con aquila coronata. Relativamente alle coniazioni tedesche, invece, è possibile citare un'emissione del XIII secolo, sulla quale compare raffigurato, a cavallo, l'imperatore con corona, vessillo e scudo: su quest'ultimo campeggia la figura dell'aquila.

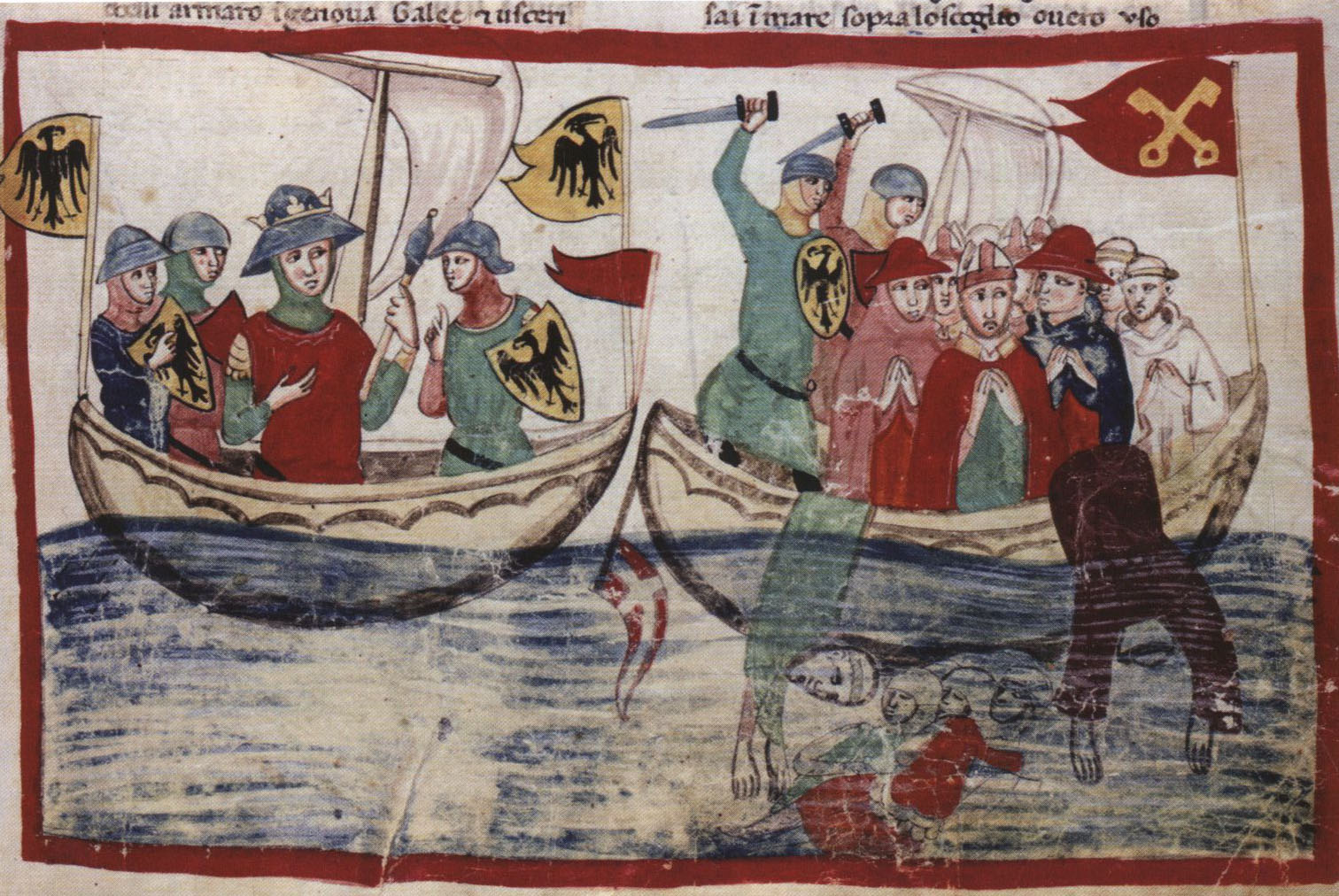
Battaglia del Giglio (miniatura dalla Nova Cronica)

Quanto agli smalti dello stemma, Giovanni Antonio Summonte, nell'Historia della Città e Regno di Napoli, riferendo in merito all'arme di Federico II, non manca di specificare che egli «portò il Campo d'oro, e l'Aquila nera». Inoltre, è possibile asserire che nelle miniature, coeve o meno, raffiguranti lo stupor mundi, l'oro per il campo degli scudi rappresentasse la norma. Parimenti, d'oro all'aquila di nero era il drappo dei vessilli dispiegati «dagli armati di Federico II», durante la sesta crociata, o dalla flotta siciliana, durante la battaglia del Giglio.
(Blasonatura)

Stemma del Sacro Romano Impero

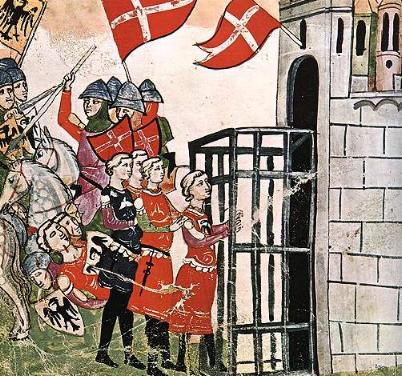
Imprigionamento di Enzo di Sardegna: si noti la compresenza di scudi d'oro e d'argento. Miniatura dalla Nova Cronica.

Alla luce della rilevanza attribuita alla figura dell'aquila da Federico II, è lecito sostenere che fu proprio durante il regno dello stupor mundi che detta figura si attestò, in via definitiva, «come distintivo araldico dell'Impero per eccellenza», finendo, in questo modo, con il sopravvivere alla stessa estinzione della dinastia staufica e andando a contraddistinguere tutti i successivi sovrani assurti alla carica imperiale.
Direttamente connessa all'avvento della dinastia staufica sul trono siciliano, sebbene le diverse fonti non concordino in merito al sovrano che l'introdusse, fu l'adozione, quale nuova insegna reale, dell'aquila al volo abbassato di nero, che, posta in campo d'argento, entrò a far parte dei segni distintivi del regno di Sicilia. Tale arme, dunque, fu derivata dall'originaria insegna imperiale: l'argento del campo, che può essere considerato una brisura rispetto all'oro dello stemma dell'Impero, andò, infatti, a rappresentare la dignità reale, in contrapposizione al campo aureo, rappresentativo, invece, della dignità imperiale.
(Blasonatura)

Arme di Svevia-Sicilia

Secondo una tesi consolidata, l'iniziativa di fissare l'argento per il campo dell'arme detta di Svevia-Sicilia sarebbe da attribuire a Manfredi, stando a quanto riportato da altri autori, invece, è già con Federico II che l'aquila siciliana comincia ad assumere identità e peculiarità proprie, che la differenziano dall'arme imperiale. In base a tale ipotesi, infatti, il puer Apuliae avrebbe adoperato, accanto allo stemma con l'aquila di nero in campo d'oro, anche una versione dell'insegna, che, per l'appunto, doveva rappresentare la dignità reale, dove il campo dello scudo non era d'oro, bensì d'argento. Nel caso in cui una simile eventualità fosse incontrovertibilmente verificata, essa potrebbe configurarsi come la traslazione in termini simbolici di una contingenza di carattere politico; ovvero la pretesa esercitata dal papato, nei confronti di Federico II, di mantenere una formale e sostanziale separazione giuridica tra Impero e Regno, cosa che, attraverso l'assunzione di impegni solenni, lo stupor mundi «aveva ripetutamente dovuto riconoscere (anche se, di fatto, aveva cercato di eludere […])», onde non attuare «quella "unio regni ad imperium" che la Chiesa considerava inammissibile».
A Federico II, inoltre, è attribuito l'utilizzo, quale insegna per l'Impero, dell'aquila bicipite di nero in campo d'oro. In particolare, fu il benedettino e cronista inglese Matteo Paris a riportare, nella sua maggiore opere, la Chronica Majora, miniature recanti l'aquila a due teste associata a Federico II. Altri autori, però, sono scettici riguardo all'effettiva adozione della figura dell'aquila bicipite da parte di Federico II, ritenendo che l'introduzione di tale effigie per l'arme imperiale sia avvenuta solo in epoca successiva.

Stemma all'aquila bicipite attribuito a Federico II

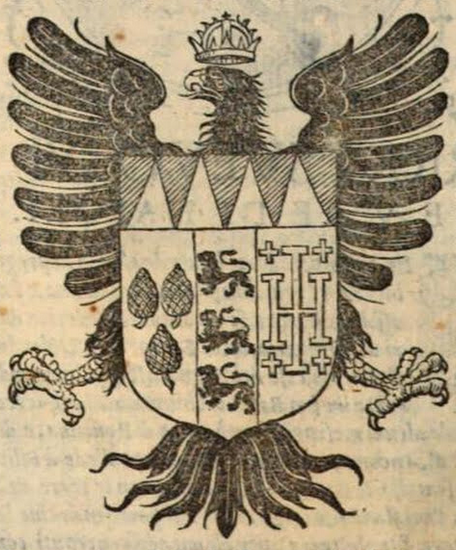
Stemma riprodotto nella tavola che apre la biografia di Federico II nell'edizione del 1601 della Descrittione del Regno di Napoli dello storico napoletano Scipione Mazzella.

Un particolare stemma, infine, è associato a Federico II, in alcune riproduzioni pubblicate in due importanti opere storiografiche: Descrittione del Regno di Napoli, di Scipione Mazzella, e Historia della Città e Regno di Napoli, di Giovanni Antonio Summonte. In detti stemmi, l'aquila (nel primo caso è monocipite e funge da supporto esterno, nel secondo caso è bicipite ed è caricata sul campo dello stemma) reca in cuore uno scudo o uno scudetto (a seconda del caso), il quale, con capo troncato cuneato da parte a parte, è interzato in palo, con, nel primo terziere, tre pigne, nel secondo, tre leoni passanti (ovvero l'arme di Svevia), e, nell'ultimo, la croce di Gerusalemme. Quest'ultima, in particolare, entrò a far parte delle insegne federiciane in seguito alle nozze con Jolanda di Brienne e all'acquisizione, da parte dello stupor mundi, del titolo di Re di Gerusalemme.

Croce di Gerusalemme
Stemma attribuito a Federico II, nella relativa tavola dell'Historia della Città e Regno di Napoli

### Opere di Federico II
- De arte venandi cum avibus, trattato sull'attività venatoria.

### Fonti storiche
- Riccardo da San Germano, Chronicon, introduzione e traduzione a cura di G. Sperduti, Cassino, Ciolfi editore, 1999, SBN RML0064344.
- Salimbene de Adam, Chronicon, traduzione di C.S. Nobili, introduzione a cura di M. Lavagetto, Roma, Istituto Poligrafico e Zecca dello Stato, 2002, SBN CAG0426386.
- dei Regesta Imperii: (DE) Versione online (archiviato dall'url originale il 3 marzo 2009).

### Principali biografie e studi generali
- (DE)  Eduard Winkelmann, Kaiser Friedrich II., vol. 1, Lipsia 1889; vol. 2, Lipsia 1897.
- (DE)  Odilo Engels, Die Staufer, Berlino 1927.
- (DE)  Ernst Kantorowicz, Kaiser Friedrich der Zweite, Berlino 1927-1931 e successive edizioni.
  -  Ernst Kantorowicz, Federico II imperatore, Milano, Garzanti, 2000  [1927], ISBN 9788811693123.
- (DE)  Franz Kampers, Kaiser Friedrich II. Der Wegbereiter der Renaissance, Lipsia 1929.
- Eucardio Momigliano, Federico II di Svevia, Cogliati, Milano 1932.
- (FR)  Henri de Ziegler, Vie de l'empereur Frédéric II de Hohenstaufen, Parigi 1935.
- (EN)  Georgina Masson, Frederick II of Hohenstaufen, Londra 1957, ISBN 88-452-9107-3.
  - Georgina Masson, Federico II di Svevia, Rusconi, Milano 1978 e successive ed.
- (DE)  Stupor Mundi. Zur Geschichte Friedrichs II. von Hohenstaufen, raccolta di scritti a cura di Gunther Wolf, Darmstadt 1966.
- (DE)  Bruno Gloger, Kaiser, Gott und Teufel. Friedrich II. von Hohenstaufen in Geschichte und Sage, Berlino 1970.
- (EN)  Thomas Curtis Van Cleve, The Emperor Frederick II of Hohenstaufen, Immutator Mundi, Oxford 1972.
- (DE)  Eberhard Horst, Friedrich der Staufer. Eine Biographie, Düsseldorf 1975.
  - Eberhard Horst, Federico II di Svevia, Rizzoli, Milano 1981, ISBN 88-17-11621-1.
- (EN)  David Abulafia, Frederick II. A Medieval Emperor, Londra 1988.
  - David Abulafia, Federico II. Un imperatore medievale, Einaudi, Torino 1990.
- (DE)  Hans Martin Schaller, Kaiser Friedrich II. Verwandler der Welt, Gottinga-Zurigo 1991.
- (DE)  Wolfgang Stürner, Friedrich II., 2 voll., Darmstadt 1992-1997.
  -  Wolfgang Stürner, Federico II: il potere regio in Sicilia e in Germania (1194-1220), Roma, De Luca editori, 1998.
  -  titoloFederico II e l’apogeo dell’impero Wolfgang Stürner, presentazione di Ortensio Zecchino, Roma, Salerno Editrice, 2009.
- (DE)  Ernst Wilhelm Wies, Friedrich II von Hohenstaufen: Messias oder Antichrist?, Esslingen 1994.
  -  Ernst Wilhelm Wies, Federico II: Messia o Anticristo?, Genova, ECIG, 1997, ISBN 88-7545-747-6.
- Claudio Rendina, Federico II di Svevia. Lo specchio del mondo, Roma, Newton & Compton, 1995.
- (DE)  Das Staunen der Welt. Das Morgenland und Friedrich II. (1194-1250), a cura di Michael Meinecke, Berlino 1995.
- (DE)  Friedrich II. Tagung des Deutschen Historischen Instituts in Rom im Gedenkjahr 1994, a cura di Arnold Esch e Norbert Kamp (Bibliothek des Deutschen Historischen Instituts in Rom; 85), Tubinga 1996.
- Hubert Jedin, Storia della Chiesa, articolo di Hans Wolter S.I., Civitas Medievale, vol.V/1, Milano, Jaka Book, 1999.
- Ornella Mariani, Federico II di Hohenstaufen, Controcorrente, Napoli 2003.
- Mariateresa Fumagalli Beonio Brocchieri, Federico II: ragione e fortuna, Laterza, Bari-Roma 2004, ISBN 88-420-7426-8.
- Daniele Vessella, Pierluigi De Iulio, Federico II, stupor mundi, Cosenza 2005, ISBN 88-88343-50-4.
- Mariateresa Fumagalli Beonio Brocchieri, Federico II. Ragione e fortuna, Laterza, Bari-Roma 2006, ISBN 978-88-420-8091-6.
- (DE)  Kaiser Friedrich II. (1194–1250). Welt und Kultur des Mittelmeerraums, Catalogo della mostra a cura di Mamoun Fansa e Karen Ermete, Magonza 2008, ISBN 978-3-8053-3886-8.
- (DE)  Knut Görich, Die Staufer, 2ª ed., Monaco 2008, ISBN 978-3-406-53593-2.
- (DE)  Hubert Houben, Kaiser Friedrich II. (1194–1250). Herrscher, Mensch, Mythos, Kohlhammer, Stoccarda 2008, ISBN 978-3-17-018683-5.
  - Hubert Houben, Federico II. Imperatore, uomo, mito, Il Mulino, Bologna 2009, ISBN 978-88-15-13338-0.
- (DE)  Olaf B. Rader, Friedrich II. Der Sizilianer auf dem Kaiserthron. Eine Biographie, Monaco 2010, ISBN 978-3-406-60485-0.
- Benedetto Ligorio, Federico II. Ebrei castelli e ordini monastici in Puglia nella prima metà del XIII secolo, Artebaria, Taranto 2011, ISBN 978-88-96711-12-5.
- Fulvio Delle Donne, Federico II: la condanna della memoria. Metamorfosi di un mito, Viella, Roma 2012, ISBN 978-88-8334-761-0.
- Giovanni Antonio Summonte, Dell'historia della città, e regno di Napoli, a cura di Antonio Bulifon, Tomo II, Napoli, Antonio Bulifon – Libraro all'insegna della Sirena, 1675, ISBN non esistente.
- Jean-Claude Maire Vigueur, Storia e leggenda di un grande imperatore, in Medioevo Dossier, anno I, 1, Milano, De Agostini-Rizzoli Periodici, 1998,  pp. 31-38.

### Sintesi enciclopediche
- Norbert Kamp, FEDERICO II di Svevia, imperatore, re di Sicilia e di Gerusalemme, re dei Romani, in Dizionario biografico degli italiani, Vol. XLV, Roma, Istituto dell'Enciclopedia Italiana, 1995. URL consultato il 14 novembre 2018.
- Raoul Manselli, Federico II di Svevia imperatore, in Enciclopedia dantesca, Roma, Istituto dell'Enciclopedia Italiana, 1970. URL consultato il 14 novembre 2018.
- Raffaello Morghen, Federico II, in Enciclopedia Italiana, Roma, Istituto dell'Enciclopedia Italiana, 1932. URL consultato il 14 novembre 2018.
- Marina Di Berardo, Federico II, in Enciclopedia dell'arte medievale, Roma, Istituto dell'Enciclopedia Italiana, 1995. URL consultato il 14 novembre 2018.
- Giuseppe Galasso, Regno di Sicilia, in Enciclopedia fridericiana, Vol. II, Roma, Istituto dell'Enciclopedia Italiana, 2005. URL consultato il 14 novembre 2018.
- Stefano Rapisarda, Federico II, poetica, in Enciclopedia fridericiana, Roma, Istituto dell'Enciclopedia Italiana, 2005. URL consultato il 14 novembre 2018.
- Federico II, figli, in Enciclopedia fridericiana, Roma, Istituto dell'Enciclopedia Italiana, 2005. URL consultato il 14 novembre 2018.

### Studi sullo sviluppo della storiografia federiciana
- Lidia Capo, Cronachistica, in Enciclopedia fridericiana, Vol. I, Roma, Istituto dell'Enciclopedia Italiana, 2005. URL consultato il 14 novembre 2018.
- Francesco Tateo, Storiografia, fino all'Illuminismo, in Enciclopedia fridericiana, Vol. II, Roma, Istituto dell'Enciclopedia Italiana, 2005. URL consultato il 14 novembre 2018.
- Roberto Delle Donne, Storiografia dell'Ottocento e del Novecento, in Enciclopedia fridericiana, Vol. II, Roma, Istituto dell'Enciclopedia Italiana, 2005. URL consultato il 14 novembre 2018.

### Cultura, diritto e letteratura alla corte di Federico II
- Antonino De Stefano, La cultura alla corte di Federico II imperatore, Palermo 1938.
- Ortensio Zecchino Medicina e sanità nelle Costituzioni di Federico II di Svevia (1231), Avellino 2002.
- Federico II di Svevia, De Arte venandi cum avibus. Fonti e Studi, a cura di Annalaura Trombetti Budriesi, Laterza, Bari-Roma 2000.

### Architettura federiciana
- Ferdinando Maurici, Federico 2. e la Sicilia: i castelli dell'imperatore, Catania 1997, ISBN 88-7751-111-7.
- (DE)  Alexander Knaak, Prolegomena zu einem Corpuswerk der Architektur Friedrichs II. von Hohenstaufen im Königreich Sizilien 1220–1250, Marburgo 2001.

### Studi su aspetti particolari
- Antonino De Stefano, L'idea imperiale di Federico II, Palermo 1927.
- (DE)  P. E. Schramm, Kaiser Friedrichs II. Herrschaftszeichen, Gottinga 1955.
- (DE)  Kaiser Friedrich II. in Briefen und Berichten seiner Zeit, a cura di Klaus Heinisch, Darmstadt 1978.
- (DE)  Reinhold Zippelius, Kleine deutsche Verfassungsgeschichte, Monaco 1994 (sulla Confoederatio cum principibus ecclesiasticis).
- Carlo Fornari, Federico II. Un sogno imperiale svanito a Vittoria, Parma, 1998.
- Ruggiero Rizzi, Federico I e Federico II Hohenstaufen. Genesi di due personalità alla luce della storia, della medicina e della psicologia, Manduria, Barbieri Editore s.r.l., 2009, ISBN 978-88-7533-045-3.
- Marco Brando, Lo strano caso di Federico II di Svevia. Un mito medievale nella cultura di massa, Bari, Palomar, 2008.
- Marco Brando, L'imperatore nel suo labirinto. Usi, abusi e riusi del mito di Federico II di Svevia, Firenze, Tessere, 2019, ISBN 978-88-944323-4-3.
- Venturi Nazzareno, Federico II, il Sufismo e la Massoneria, Acireale, Tipheret (Bonanno Editore), 2013, ISBN 978-88-6496-103-3.
- Angelo Scordo, Società Italiana di Studi Araldici, Note di araldica medievale – Una "strana" arma di "stupor mundi", Atti della Società Italiana di Studi Araldici, 11° Convivio, Pienerolo, 17 settembre 1994, Torino, Società Italiana di Studi Araldici, 1995,  pp. 105-145.
- Gianantonio Tassinari, Cenni e riflessioni sulle insegne degli Hohenstaufen, in Nobiltà, anno XIV, nn. 78-79, Milano, Federazione delle Associazioni Italiane di Genealogia, Storia di Famiglia, Araldica e Scienze Documentarie, maggio-agosto 2007,  pp. 283-330.
- Simonluca Perfetto, La zecca di Napoli al tempo di Federico II, in Monete Antiche, CXIII 2020,  pp. 27-46.